# Dirk Nowitzki
Dirk Werner Nowitzki (* 19. Juni 1978 in Würzburg) ist ein ehemaliger deutscher Basketballspieler. Er spielte von 1998 bis 2019 in der nordamerikanischen Profiliga NBA für die Dallas Mavericks. In der NBA-Saison 2006/07 bekam Nowitzki als erster Europäer den NBA Most Valuable Player Award (MVP) für den wertvollsten Spieler der Hauptrunde verliehen. In den NBA Finals 2011 gewann er mit den Dallas Mavericks als erster Deutscher die NBA-Meisterschaft und wurde zudem mit dem NBA Finals MVP Award für den wertvollsten Spieler der Finalserie ausgezeichnet. Insgesamt 14 Mal wurde Nowitzki für das NBA All-Star Game nominiert.
Nowitzki gilt als einer der besten Spieler in der Geschichte des Basketballsports. Magic Johnson und Charles Barkley bezeichneten ihn 2011 als „einen der größten Basketballer aller Zeiten“ bzw. als einen der überragenden Spieler der letzten 30 Jahre. Er zählt mit 1.522 Spielen zu den vier am häufigsten eingesetzten Akteuren und gehört mit 31.560 erzielten Punkten zu den sechs besten Korbjägern der NBA-Geschichte. Neben Karl Malone und Kobe Bryant ist er einer von nur drei Spielern, die diese enorme Punktezahl mit nur einem Team erzielten. Dirk Nowitzki ist zudem der beste Scorer der NBA-Geschichte, der nicht in den USA geboren wurde. 2011 wurde Nowitzki als erster Mannschaftssportler in Deutschland zum Sportler des Jahres gewählt.
Zum 75. Geburtstag der NBA wurde Nowitzki im Oktober 2021 von einer Jury als einer der besten 76 Spieler der Geschichte der NBA in das NBA 75th Anniversary Team gewählt sowie im April 2022 als Spieler mit den meisten Stimmen in das Team der besten Europäer der NBA-Geschichte. Im August 2023 wurde er zusammen mit Dwyane Wade, Pau Gasol und Tony Parker in die Naismith Memorial Basketball Hall of Fame aufgenommen. Seit seinem Karriereende arbeitet Nowitzki als Botschafter für seine Werbepartner, als Basketballexperte und als Redner im Bereich Sport und Motivation. Seit 2021 fungiert Nowitzki als Special Advisor („Sonderberater“) im Management der Dallas Mavericks. Zudem kümmert er sich um seine Stiftungen und karitativen Aktivitäten.

## Leben und Karriere

### Anfänge in Deutschland
Dirk Nowitzkis Mutter Helga Nowitzki war ebenso wie seine Schwester Silke Nowitzki Basketballnationalspielerin. Sein Vater Jörg-Werner Nowitzki spielte früher Handball in der 2. Bundesliga und war zwischenzeitlich Dirks Handballtrainer. Über Turnen, Handball und Tennis kam Dirk Nowitzki selbst jedoch erst mit 13 Jahren zum Basketball (Schulmannschaft des Würzburger Röntgen-Gymnasiums und später DJK Würzburg). Sein späterer Mentor und Trainer Holger Geschwindner traf im Sommer 1993 zufällig auf Nowitzki. Geschwindner selbst erachtet sich nicht als Nowitzkis Entdecker: „Ich habe ihn gar nicht entdeckt, er hat schon Basketball gespielt“, so Geschwindner im Jahr 2015. Als Spieler einer Eggolsheimer Altherrenmannschaft sah der ehemalige Nationalspieler den jugendlichen Nowitzki. „Vor uns war ein Jugendspiel und da sprang so ein langer, dünner Bub [herum]. Der machte witzigerweise alles, was ein guter Basketballspieler können muss, ziemlich richtig, hatte aber keine technischen Werkzeuge, also Dribbeln, Schießen und, und, und. Das sind alles Dinge, die man lernen kann, und dann habe ich ihn gefragt: ‚Wer bringt dir denn die Sportart bei?‘“ „Niemand“, so habe Nowitzki geantwortet, sagte Geschwindner. Er bot Nowitzki an, ihn zu trainieren („Na los, wenn du willst, können wir es mal probieren.“). Er arbeitete fortan intensiv mit ihm an der Basketballtechnik und stand Nowitzki bis zu seinem Karriereende bei wichtigen Turnieren oder in wichtigen Saisonphasen (Play-offs usw.) als Trainer sowie als Manager mit Rat und Tat zur Seite. Geschwindner sei anders als alle anderen Trainer gewesen, die er über 20 Jahre gesehen habe, so Nowitzki im Oktober 2019 rückblickend. Dieser habe immer versucht, das Training „interessant zu halten“, urteilte Nowitzki. Als Geschwindner Nowitzki als Jugendlichen betreute, habe der Trainer „einfach einen guten Mittelweg gefunden, damit wir Jungs nicht den Spaß verlieren und abspringen“. Ab Sommer 1994 gehörte Nowitzki zur ersten Mannschaft der DJK Würzburg und spielte in der 2. Basketball-Bundesliga.
Auch während seiner Zeit als Wehrpflichtiger der Bundeswehr, vom 1. September 1997 bis 30. Juni 1998, spielte Nowitzki Basketball, er gehörte der Sportfördergruppe der Bundeswehr in Mainz an. Er war in der Saison 1997/98 erfolgreichster Korbschütze und Rebounder des damaligen Zweitligisten DJK Würzburg und verhalf der Mannschaft entscheidend zum Aufstieg in die Basketball-Bundesliga. In der Aufstiegsrunde zur ersten Basketball-Bundesliga erreichte der DJK Würzburg mit 14:2 Punkten den ersten Platz in seiner Gruppe. Das letzte und entscheidende Aufstiegsspiel gewannen die Würzburger mit 95:88 gegen den Erzrivalen USC Freiburg, die daraufhin nach einem Jahr Erstligazugehörigkeit wieder aus der Basketball-Bundesliga absteigen mussten. Nowitzki erzielte in diesem Spiel 26 Punkte. Das deutsche Fachmagazin „Basket“ verlieh dem damaligen Zweitligaspieler Nowitzki 1998 den inoffiziellen Titel Wertvollster Spieler (MVP) der Relegation zur Basketball-Bundesliga 1998.
Die Scouts der NBA wurden auf den 19-Jährigen aufmerksam, als er am 29. März 1998 in San Antonio, Texas beim alljährlichen Nike Hoop Summit eine Junioren-Weltauswahl gegen die besten US-Talente mit einer überragenden Leistung zum Sieg führte (33 Punkte, 14 Rebounds und 3 Steals). Außerdem zeigte Nowitzki sein Können bei der U22-Junioren-Basketball-Europameisterschaft, die vom 14. bis 23. Juli 1998 in Trapani, Italien stattfand. Die Junioren-Basketballnationalmannschaft erreichte das Achtelfinale und Nowitzki spielte beim Spiel um den siebten Platz (97:95-Sieg in der Verlängerung gegen Litauen) mit 34 Punkten überragend. Daraufhin wurde er im NBA-Draft 1998 als neunter Spieler ausgewählt.
Wegen des Spielerstreiks (Lockouts) in der NBA spielte Nowitzki zunächst weiter in Deutschland. Sein Erstligadebüt gab er am 4. September 1998 gegen Alba Berlin. Ihm gelangen in diesem Spiel 6 Steals. Nowitzki wurde in seiner ersten und einzigen Bundesliga-Saison 1998/1999, im Aufstiegsjahr der DJK Würzburg, zum Basketballer des Jahres gewählt, obwohl er nur vier Monate und 16 von insgesamt 26 Pflichtspielen absolvierte, da er bereits einen Profivertrag in der NBA unterschrieben hatte. Nowitzki erreichte in diesen 16 Spielen einen Punkteschnitt von 22,9, kam im Durchschnitt auf 8,4 Rebounds und 3,1 Assists und erreichte einen Effektivitätswert von 27,13. Sein letztes Spiel in der Basketball-Bundesliga absolvierte er am 3. Januar 1999 gegen den MTV Gießen, Nowitzki erzielte 34 Punkte.

### NBA-Spieler bei den Dallas Mavericks
Im NBA Draft 1998 wurde Dirk Nowitzki von den Milwaukee Bucks an neunter Stelle ausgewählt und anschließend zusammen mit Pat Garrity (19. beim Draft) im Tausch gegen Robert Traylor, der zuvor an sechster Stelle geführt wurde, zu den Dallas Mavericks transferiert. Dirk Nowitzki war damit der erste deutsche Basketballspieler, der direkt aus Europa in die NBA wechselte; der in den 1990er-Jahren unter anderem bei den Seattle SuperSonics spielende Detlef Schrempf hatte zuvor an einem US-amerikanischen College gespielt.
Sein erstes NBA-Spiel absolvierte Nowitzki in der durch einen Lockout verkürzten Saison 1998/99 am 5. Februar 1999 gegen die Seattle SuperSonics mit Detlef Schrempf. Bei den Dallas Mavericks wurde Nowitzki als „German Wunderkind“ eingeführt. Sein damaliger Trainer bei den Mavericks, Don Nelson, propagierte den jungen Deutschen als potentiellen Gewinner für den besten Neuling der Liga. Mit diesem großen Erwartungsdruck tat sich Nowitzki in seinem ersten NBA-Jahr schwer. Klar war von Anfang an nur, dass er ein außergewöhnlich talentierter Basketballspieler ist. Schon in seiner zweiten Saison verbesserte sich der junge Deutsche in allen statistischen Kategorien deutlich (zweiter Platz in der Wahl des Most Improved Player der NBA) und konnte sich als ein Führungsspieler seiner Mannschaft etablieren. Seit der Spielzeit 2000/01 war Nowitzki regelmäßig der erfolgreichste Korbjäger der Mavericks. In dieser Saison hatte Nowitzki zusammen mit Michael Finley und Steve Nash entscheidenden Anteil daran, dass sich Dallas zum ersten Mal seit elf Jahren wieder für die Play-offs qualifizieren konnte. Dort verloren die Mavericks in der zweiten Runde 1:4 gegen die San Antonio Spurs, nachdem zuvor die Utah Jazz mit 3:2 besiegt wurden. Nowitzki wurde erstmals ins All-NBA Third Team gewählt.
Vor der Saison 2002/03 wurde Nowitzki von den NBA-Vereinspräsidenten zum besten ausländischen Spieler der NBA gewählt. In den NBA-Play-offs 2003, in denen er mit den Dallas Mavericks das Halbfinale erreichte, gelang ihm mit 46 Punkten in einem Spiel ein neuer Vereinsrekord. In der Saison 2003/04 gelang ihm im Auswärtsspiel bei den Seattle SuperSonics am 27. Januar 2004 mit acht erfolgreichen Drei-Punkte-Würfen sein bisheriger Karrierebestwert. Am 2. Dezember 2004 konnte er den Vereinsrekord für die meisten Punkte in einem Spiel gegen die Houston Rockets mit 53 Punkten überbieten. Im Februar 2006 gewann Nowitzki den Dreipunkte-Wettbewerb des 55. NBA-All-Star-Wochenendes. Nowitzki ist der erste Europäer in der Geschichte der NBA, der ins All-NBA-First-Team (2005–2007, 2009) gewählt wurde.
In der Saison 2005/06 führte er sein Team wieder in die Play-offs und nach dem vierten Sieg im sechsten Spiel gegen die Phoenix Suns sogar zum ersten Mal in der Geschichte der „Mavs“ ins Finale. Im fünften Spiel des Halbfinales erzielte er 50 Punkte und sorgte damit nicht nur für die Wende in der Serie, sondern baute seinen Punkterekord in einem Play-off-Spiel aus. Im NBA-Finale trafen sie auf die Miami Heat und unterlagen mit 2:4 Siegen, nachdem sie bereits mit 2:0 in Führung gegangen waren. Bereits vor den Play-offs brach er einen weiteren Teamrekord der Mavericks, indem er 60 Freiwürfe nacheinander traf. Im Herbst 2010 konnte er diesen Rekord sogar noch steigern, als er erst nach 82 verwandelten Freiwürfen in Folge wieder einen verwarf.

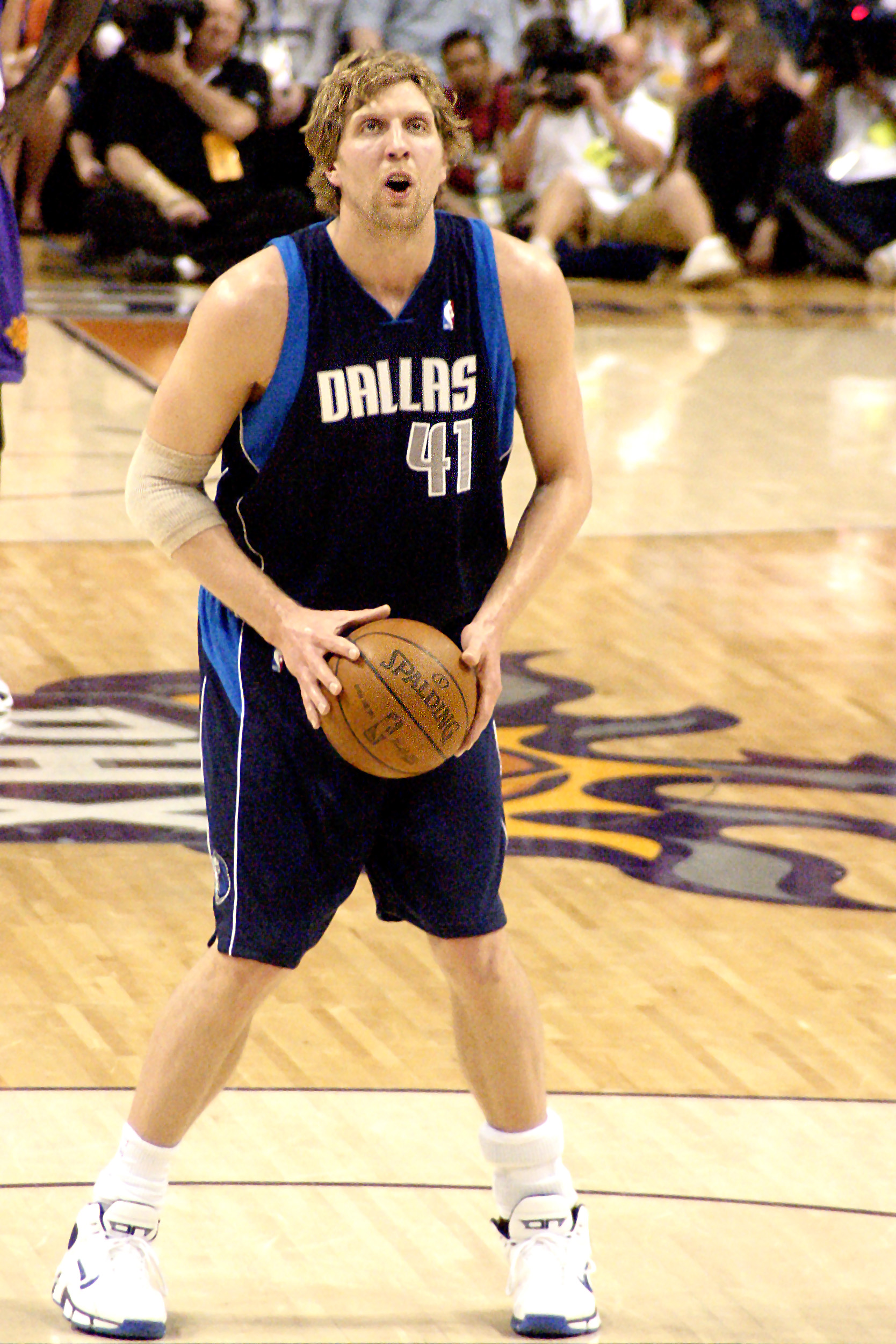
Nowitzki (2008)

Nach der bitteren Finalniederlage startete Dallas mit vier Niederlagen in die Saison 2006/07. Trotzdem führte Nowitzki die Mavericks mit Trefferquoten von über 50 % aus dem Feld und über 90 % von der Freiwurflinie zu einer bemerkenswerten Saison mit 67 Siegen in 82 Spielen. Dallas liegt mit dieser Saison auf einem geteilten sechsten Platz der besten je erreichten Siegquoten in einer Spielzeit. Am 17. Februar 2007 wurde Nowitzki als erster Maverick und erster Europäer in die Starting Five des NBA All-Star Games berufen. Am Ende der regulären Saison gewann Nowitzki bei der Wahl zum wertvollsten Spieler der NBA. In der ersten Runde der Play-offs trafen die Mavericks auf die Achtplatzierten Golden State Warriors mit Don Nelson, dem ehemaligen Trainer von Dallas. Schon in der regulären Saison verloren die Mavericks alle drei Spiele und auch das erste Spiel der Serie ging in Dallas klar verloren, woran Nowitzki mit nur 25 % Trefferquote einen großen Anteil hatte. Das zweite Spiel konnte mit verbessertem Nowitzki gewonnen werden, so dass die Serie beim Stand von 1:1 nach Oakland wechselte. Dort gingen beide Spiele verloren. Nowitzki brachte solide Leistungen, insgesamt war aber vor allem die Defensive der Mavericks überfordert. Das fünfte Spiel konnte Dallas zu Hause auch durch 30 Punkte und 12 Rebounds von Nowitzki gewinnen. Das sechste Spiel in Oakland wurde dann zum Desaster. Dallas verlor mit 25 Punkten Unterschied, wobei Nowitzki mit nur 8 Punkten bei 15 % Trefferquote einen seiner schwächsten Play-off-Auftritte überhaupt zeigte. Damit war Dallas mit 4:2 in der ersten Runde ausgeschieden, was zuvor noch keinem Team mit so guter Hauptrunde passiert war.
Die Saison 2007/08 verlief für die Mavericks mit 51 Siegen und einem siebten Platz im Westen eher enttäuschend. Auch die Statistiken von Nowitzki verschlechterten sich leicht und er wurde nach drei Nominierungen ins All-NBA First Team diesmal nur ins All-NBA Second Team gewählt. Am 9. März 2008 erzielte Nowitzki gegen die New Jersey Nets seinen 16.644. Karrierepunkt und löste somit Rolando Blackman als bester Korbschütze der Mavericks-Geschichte ab. In den Play-offs verlor Dallas in der ersten Runde klar mit 1:4 gegen die New Orleans Hornets, Nowitzki konnte mit im Schnitt 26,8 Punkten bei 12 Rebounds und 4 Assists jedoch überzeugen.
Mit Beginn der Saison 2008/09 wurde Rick Carlisle neuer Trainer der Mavericks und ersetzte damit Avery Johnson. Nowitzki knüpfte mit 25,9 Punkten pro Spiel an seine besten Saisons an und wurde wieder ins All-NBA-First-Team gewählt. Trotzdem reichte es für die Mavericks nur für 50 Siege und Platz 6 im Westen. In der ersten Runde der Play-offs konnten die favorisierten San Antonio Spurs mit 4:1 bezwungen werden. Nowitzki konnte dabei nach vier durchwachsenen Spielen mit 12 bis 20 Punkten erst im fünften Spiel mit 31 Punkten überzeugen. In der nächsten Runde verlor Dallas 1:4 gegen die Denver Nuggets. Die Schlüsselszene der Serie war dabei ein Dreipunktewurf von Carmelo Anthony eine Sekunde vor Ende der dritten Begegnung bei einer Zwei-Punkte-Führung für Dallas. Statt der Chance zum Ausgleich im nächsten Heimspiel gab es eine vorentscheidende 3:0-Führung der Nuggets. Die Werte von Nowitzki waren in der Serie mit im Schnitt 34,4 Punkte bei 11,6 Rebounds und 4 Assists überragend.
In der Saison 2009/10 blieben die Statistiken von Nowitzki konstant. Beim All-Star Game stand er zum zweiten Mal in der Starting Five, nachdem er für den verletzten Kobe Bryant in die Anfangsformation nachgerückt war. Bemerkenswert war die selbst für den ausgezeichneten Freiwurfschützen außergewöhnliche Trefferquote von 91,5 %. Dallas kam auf 55 Siege und den zweiten Platz im Westen. In den Play-offs verloren die Mavericks in der ersten Runde gegen die San Antonio Spurs mit 2:4. Nowitzki kam in der Serie auf 26,7 Punkte und 8,2 Rebounds pro Spiel.

### NBA-Meisterschaft in der Saison 2010/11
Nachdem auf eine sehr gute reguläre Saison erneut ein Erstrundenaus folgte, reagierten die Dallas Mavericks mit einigen Veränderungen. Das „Titelfenster“ drohte sich zu schließen, da neben Dirk Nowitzki auch Jason Kidd und viele weitere Leistungsträger bereits über 30 waren. Die freien finanziellen Mittel, die sich durch den Gehaltsverzicht von Nowitzki sowie durch den Abgang des überbezahlten Centers Erick Dampier boten, wurden primär für die Verpflichtung von Tyson Chandler genutzt, der die Defensive deutlich stärkte. Im Lauf der Saison wurde zudem der dreimalige All-Star Peja Stojaković verpflichtet. Die Hauptrunde verlief mit 57 Siegen sehr erfolgreich. Nowitzki war dabei wie gewohnt vor allem offensiv der wichtigste Spieler, auch wenn sich seine Statistiken leicht verschlechterten. Im zehnten Jahr in Folge wurde er zum All-Star-Wochenende eingeladen, wie im Vorjahr wurde er ins All-NBA Second Team gewählt und belegte bei der Wahl zum MVP den sechsten Platz.
Trotz der überzeugenden Leistungen in der regulären Saison mit Platz 3 im Westen galten die Mavericks nach den Enttäuschungen der vergangenen Play-off-Serien diesmal als klarer Außenseiter. In der ersten Runde traf man auf die sechstplatzierten Portland Trail Blazers. Nachdem die ersten beiden Spiele in Dallas gewonnen werden konnten, gingen die nächsten beiden in Portland verloren. Im fünften Spiel konnte Dallas zu Hause wiederum gewinnen, um die Serie im sechsten Spiel in Portland zu entscheiden. Nowitzki war der wichtigste Spieler bei Dallas, erzielte in jedem Spiel mindestens 20 Punkte und war mit 33 Punkten bei 11 Rebounds sowie einer ausgezeichneten Trefferquote der Garant für den wichtigen Auswärtssieg in Spiel 6.
In der nächsten Runde traf Dallas auf die klar favorisierten Los Angeles Lakers, den zweitplatzierten der regulären Saison und Titelgewinner der beiden Vorjahre. Die Serie startete in Los Angeles, wo die Mavericks das erste Spiel auch dank 28 Punkten und 14 Rebounds von Nowitzki mit 96:94 gewinnen konnten. Nachdem das zweite Spiel in Los Angeles sogar deutlich gewonnen wurde, wechselte die Serie nach Dallas. Dort führten die Lakers im dritten Spiel weniger als fünf Minuten vor dem Ende noch mit sieben Punkten, bevor Dirk Nowitzki mit einem Dreier die Aufholjagd der Mavericks startete. Unterstützt von Jason Terry und Peja Stojaković wurde das Spiel noch mit 98:92 gewonnen, wobei Nowitzki bei erneut sehr guter Trefferquote 32 Punkte und neun Rebounds beisteuerte. Mit diesem Spiel war der Widerstand der Lakers gebrochen. Im letzten Spiel konnte Nowitzki beim Erdrutschsieg sogar etwas geschont werden.
Nachdem der Titelverteidiger ohne Spielverlust besiegt wurde, galt Dallas erstmals als ernstzunehmender Titelanwärter. Im Conference Final warteten die viertplatzierten Oklahoma City Thunder, gegen die Dallas zunächst Heimrecht hatte. Das erste Spiel konnten die Mavericks gewinnen, wobei Nowitzki 12 seiner 15 Würfe aus dem Feld versenkte. In diesem Spiel stellte er außerdem mit 24 getroffenen Freiwürfen ohne Fehlwurf einen neuen Play-off-Rekord auf und kam somit auf insgesamt 48 Punkte. Das zweite Spiel ging verloren, so dass die Serie beim Stand von 1:1 nach Oklahoma wechselte. Dort konnte das erste Spiel gewonnen werden, obwohl Nowitzki bei einer schlechten Trefferquote mit nur 18 Punkten sein schlechtestes Spiel der 2011er Play-offs ablieferte. Der Sieg war vor allem das Verdienst von Tyson Chandler, der 15 Rebounds holte, und Shawn Marion, der ebenfalls 18 Punkte erzielte. Im zweiten Auswärtsspiel lag Dallas weniger als fünf Minuten vor dem Ende mit 15 Punkten zurück, konnte sich aber vor allem durch 12 Punkte von Nowitzki in die Verlängerung retten, die dann deutlich gewonnen wurde. Nowitzki war hierbei mit insgesamt 40 Punkten bei guter Trefferquote wieder der dominante Spieler. Im fünften Spiel konnten die Mavericks die erste Chance nutzen und die Serie vor heimischen Publikum gewinnen. 1:20 Minuten vor Ende des Spiels erhielt Nowitzki bei zwei Punkten Rückstand nach verworfenem Dreipunktewurf sofort die Chance zu einem zweiten, den er versenkte. Damit lag der psychologische Vorteil bei den Mavericks, die die Führung nicht mehr abgaben.
In den NBA Finals 2011 kam es zur Neuauflage der Endspielserie von 2006 gegen die Miami Heat mit den Superstars LeBron James, Dwyane Wade und Chris Bosh. Miami hatte dabei zunächst Heimrecht. Das erste Spiel ging recht deutlich an die Heat, die 6:20 Minuten vor Ende des zweiten Spiels erneut mit 15 Punkten führten. Diesmal schafften die Mavericks jedoch die Wende. Dabei erzielte Nowitzki, der sich im ersten Finalspiel einen Sehnenriss im linken Mittelfinger zugezogen hatte, die letzten neun Punkte für sein Team, darunter einen Dreipunktwurf 26 Sekunden vor dem Ende und den Korbleger zum Sieg. Die Serie wechselte beim Stand von 1:1 nach Dallas, wo die Mavericks jedoch wieder in Rückstand gerieten. Dirk Nowitzki kam zwar auf 34 Punkte bei 11 Rebounds und erzielte den Großteil der Teampunkte im letzten Viertel, scheiterte aber mit seinem Fadeaway zum möglichen Ausgleich in der Schlusssekunde. Im vierten Spiel wurde er von 39 Grad Fieber behindert, wies über das gesamte Spiel eine schlechte Trefferquote auf, leistete mit einem Korbleger 15 Sekunden vor Ende aber einen wichtigen Beitrag zum knappen Sieg und damit zum erneuten Ausgleich der Serie. Auch das letzte Spiel in Dallas konnten die Mavericks mit Nowitzki als Topscorer für sich entscheiden, so dass sie vor dem erneuten Wechsel der Serie nach Miami erstmals mit 3:2 in Führung gingen. Im sechsten Spiel traf Nowitzki in den ersten drei Vierteln extrem schlecht. Die guten Leistungen von Jason Terry und J. J. Barea hielten Dallas im Spiel und sorgten zusammen mit dem im letzten Viertel endlich treffenden Nowitzki für den Sieg im Spiel und somit in der Serie. Damit gewann Nowitzki am 12. Juni 2011 als erster Deutscher den NBA-Titel sowie die Auszeichnung des Finals MVP. Am 28. Juni 2011 wurde Nowitzki in seiner Heimatstadt Würzburg empfangen. Dort trug er sich in das Goldene Buch der Stadt ein. Bei den jährlichen Espy-Awards des US-Sportsenders ESPN gewann Dirk Nowitzki 2011 als erster Basketballer nach Michael Jordan (Preisträger 1993) den Award in der Kategorie Best Male Athlete, sowie als erster Europäer den Preis als Best NBA-Player. Nowitzki ist der erste Nichtamerikaner, der eine persönliche Auszeichnung bei den Espys erhielt. Aufgrund seiner herausragenden Erfolge 2011 erhielt Nowitzki zum zweiten Mal nach 2005 den FIBA Europe Player of the Year Award.

### Spielzeiten 2011–2013

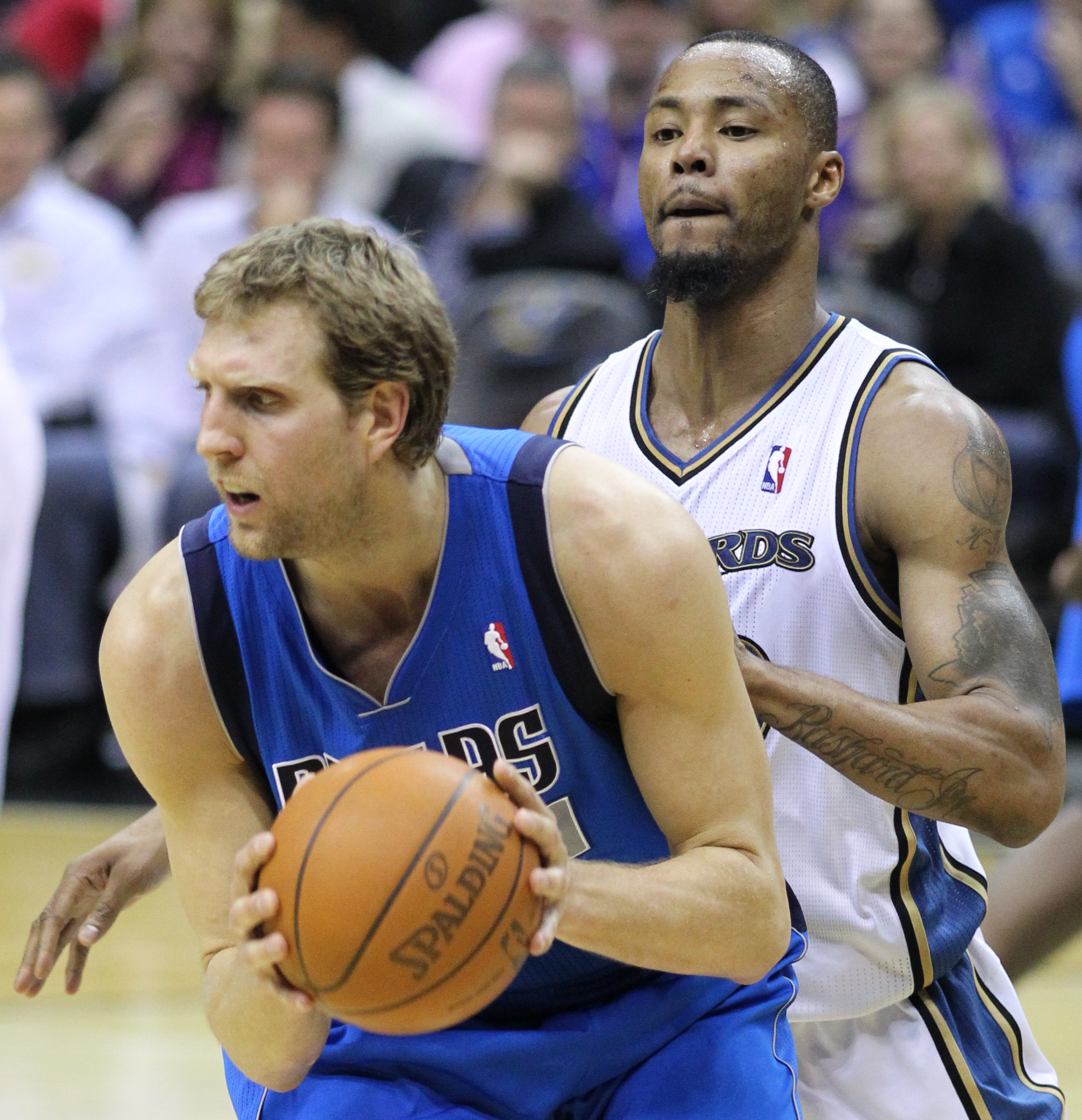
Nowitzki im Duell mit Rashard Lewis (2011)

Nach dem Titelgewinn 2011 verließen Spieler wie Tyson Chandler, J. J. Barea oder Peja Stojaković die Mavericks. Die Saison fand durch den Lockout verspätet statt und wurde auf 66 Spiele verkürzt. Mit einer Bilanz von 36:30 Siegen fiel die Saison durchwachsen aus. Die Mavericks erreichten mit dem siebten Platz der Western Conference die Play-offs. Nach der kräftezehrenden Titelsaison mit über 100 Spielen sowie der anschließenden Teilnahme an der Basketball-Europameisterschaft kam Nowitzki nur schwer in die Saison und war außer Form, was sich in seinen Statistiken niederschlug. Nach einer einwöchigen Pause, in der er an seiner Fitness arbeitete, zeigte Nowitzki deutlich bessere Leistungen. In 62 Spielen erreichte er mit 1.342 Punkten den siebten Platz bei den erzielten Punkten der Saison, mit 21,6 Punkten den achten Platz bei Punkten im Schnitt und außerdem mit 6,8 Rebounds im Schnitt den 36. Platz in dieser Kategorie. Nowitzki wurde zum elften Mal in das NBA All-Star-Team berufen sowie zum zwölften Mal in ein All-NBA Team gewählt. Während der Saison erzielte Nowitzki als 19. Spieler der NBA-Geschichte seinen 24.000 Punkt und überholte in der Folge Charles Barkley in der NBA All-Time Scoring List. Überdies gelang ihm in einem Spiel gegen die Boston Celtics der 1000. Block seiner Karriere. In der ersten Runde der Play-offs traf Nowitzki mit seinen Mavericks auf die Oklahoma City Thunder, den späteren Gegner der Titelgewinner aus Miami in den Finals, und schied nach einem 4:0-Lauf (sog. Sweep) der Thunder schon früh aus. Dies war erst das dritte Mal in der Geschichte der Play-offs, dass der Titelverteidiger bereits in der ersten Runde ausschied, ohne ein Spiel gewonnen zu haben.
In der langen Offseason blieb er in Form durch regelmäßiges Training. Doch während der Vorsaison begann sein rechtes Knie wieder anzuschwellen. Nach über einer Woche Beobachtung entschied er sich zu einer Operation, wodurch Nowitzki sechs Wochen ausfiel. Für Nowitzki war es der erste größere Eingriff während seiner Karriere. Sein Comeback gab Nowitzki bei der 91:129-Niederlage gegen die San Antonio Spurs am 23. Dezember 2012, er stand 20 Minuten auf dem Platz und erzielte 8 Punkte. Insgesamt verpasste Nowitzki die ersten 27 Partien der Saison. Die Saison 2012/13 beendete Dirk Nowitzki mit 917 Punkten (17,3 im Durchschnitt) und 363 Rebounds (6,8 im Durchschnitt) in 53 Spielen. Er wurde das erste Mal seit dem Jahr 2001 nicht für das All-Star-Game nominiert. Er verpasste mit den Mavericks den Einzug in die Play-offs. Insgesamt war die Saison die Schwächste seit 1999/2000. Während der Saison schaffte Nowitzki als 17. Spieler den 25.000. Karrierepunkt in der Hauptrunde und holte als 46. Spieler seinen 9.000. Rebound.

### Spielzeiten 2013–2019
In der Saison 2013/14 konnte Nowitzki wieder an frühere Leistungen anknüpfen und führte die Dallas Mavericks zurück in die Play-offs. In 80 Spielen erreicht er 1.735 Punkte (Schnitt 21,7, Platz 13), wodurch er sich auf Platz 10 bei den meisten Gesamtpunkten schob. In der Saison erreichte er die Top 10 der Besten Scorer der NBA-Geschichte.
Am 11. November 2014 erzielte Nowitzki, beim 106:98-Sieg seiner Mavs über die Sacramento Kings, 23 Punkte und überholte damit Hakeem Olajuwon als bislang besten ausländischen Werfer in der Geschichte der NBA. Im Verlauf der NBA-Saison 2014/15 überholte er zudem noch Elvin Hayes und Moses Malone in der All-Time Scoring Liste der NBA. Dirk Nowitzki wurde für den verletzten Anthony Davis zum 13. Mal ins All-Star Team berufen. Die Saison beendete Nowitzki mit den Dallas Mavericks auf dem 7. Platz der Western Conference. In den Play-offs verloren sie in der ersten Runde in fünf Spielen gegen die Houston Rockets. Am 7. März 2017 erzielte er als erst sechster Spieler seinen 30.000. Punkt in der NBA. Mit den Mavericks verpasste Nowitzki die Play-offs. Auch seine Statistiken gingen verletzungsbedingt sowie aufgrund der reduzierten Spielzeit und seiner Rolle im Team auf 14,2 Punkten pro Spiel zurück. Er wurde am Ende der Saison mit dem Twyman-Stokes Teammate of the Year Award ausgezeichnet. Am 5. August 2017 wurde Nowitzki die Ehre zuteil, das World Team der NBA im Spiel gegen Afrika anzuführen. 2017/18 erzielte er in 77 Einsätzen 927 Punkte (12,0 pro Spiel). Die Play-offs wurden wie auch im Folgejahr verpasst. In der Saison 2018/19 kam Nowitzki verletzungsbedingt erst ab dem 27. Spieltag zum Einsatz und gab am 59. Spieltag seinen Einstand in der Starting Five.
Am 10. April 2019 bestritten die Mavericks gegen die Phoenix Suns (120:109) ihr letztes Heimspiel der Saison 2018/19. Dirk Nowitzki erzielte eine Saisonbestleistung von 30 Punkten. Nach dem Spiel wurde er mit einer Zeremonie vor eigenem Publikum gefeiert. Zu Gast waren seine Vorbilder Charles Barkley, Scottie Pippen, Larry Bird, Shawn Kemp und Detlef Schrempf. Danach verkündete Nowitzki, dass dies sein letztes Heimspiel war. Am Tag darauf waren die Mavs zum letzten Spiel bei den San Antonio Spurs zu Gast. Nowitzki erzielte bei der 94:105-Niederlage mit 20 Punkten und 10 Rebounds sein erstes Double-Double der Saison. Nach 1.522 NBA-Spielen und 31.560 Punkten endete die Spielerkarriere von Dirk Nowitzki.

### Nationalmannschaftskarriere

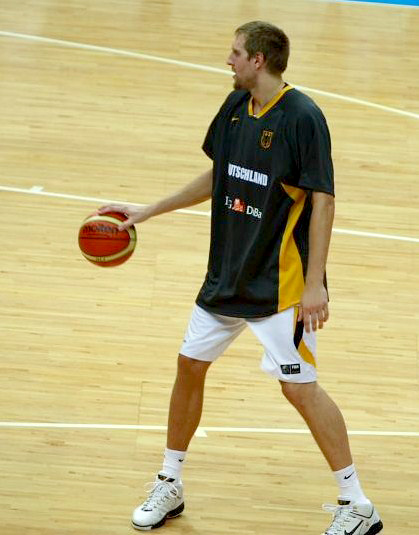
Nowitzki als deutscher Nationalspieler (2006)

Mit der deutschen Basketballnationalmannschaft erreichte Nowitzki als überragender Spieler des Teams die Bronzemedaille der Basketball-Weltmeisterschaft 2002 sowie die Silbermedaille bei der Basketball-Europameisterschaft 2005. Er wurde jeweils Topscorer dieser beiden Turniere sowie zum MVP (wertvollsten Spieler) gewählt. Bei der EM 2001 wurde Nowitzki ebenfalls als bester Korbschütze und in das All-Tournament-Team berufen.
Bei der Basketball-Weltmeisterschaft 2006 in Japan kämpfte sich Dirk Nowitzki mit der deutschen Nationalmannschaft bis ins Viertelfinale, in dem sie den Vereinigten Staaten unterlag.
Bei der Eurobasket-Europameisterschaft 2007 in Spanien führte er die deutsche Auswahl mit überragenden Leistungen zu Beginn und Ende des Turniers auf den fünften Turnierplatz und sicherte sich im Spiel um den fünften Platz, das Deutschland 80:71 gegen Kroatien gewann, mit 31 Punkten den Titel des besten Korbschützen des Turniers. Er erzielte letztendlich im Schnitt 24,0 Punkte und sicherte sich 8,7 Rebounds (zweithöchster Wert aller EM-Teilnehmer). Zuvor hatte er in einigen Spielen nicht überzeugt, wie z. B. gegen Weltmeister Spanien, als er nur 11 Punkte erzielte und eine sehr schlechte Trefferquote aufwies.
Vom 15. bis zum 20. Juli 2008 nahm Nowitzki mit der deutschen Nationalmannschaft am olympischen Qualifikationsturnier teil und erreichte – nicht zuletzt durch seine eigenen herausragenden Leistungen – den dritten Rang und damit den letzten Startplatz beim olympischen Basketballturnier. Nowitzki erzielte in den fünf Spielen des Turniers durchschnittlich 26,6 Punkte und war im Spiel um den dritten Platz gegen Puerto Rico mit 32 Punkten entscheidend an der Qualifikation beteiligt. Am 8. August 2008 trug Dirk Nowitzki bei der Eröffnung der Olympischen Spiele die Fahne Deutschlands.
Nachdem die deutsche Mannschaft ihr Auftaktspiel gegen Angola deutlich gewonnen hatte (Nowitzki: 23 Punkte) und damit eine Revanche für die Beinaheniederlage bei der WM 2006 nahm, fand Deutschland während des Turniers nie wieder seinen Rhythmus zurück. Es folgten deutliche Niederlagen gegen Griechenland und Spanien, wodurch es am vorletzten Gruppenspieltag zum Entscheidungsspiel gegen China kam. In einem sehr intensiv geführten Spiel konnte sich China, auch aufgrund sehr fragwürdiger Entscheidung der Schiedsrichter, mit 59:55 durchsetzen. 18 Sekunden vor Schluss vergab Nowitzki die Chance mit einem Dreipunktwurf das Spiel beim Stand von 58:55 auszugleichen. Deutschland schied damit bereits vorzeitig in der Gruppenphase aus und wurde im letzten Gruppenspiel von der Mannschaft der USA mit 106:57 geschlagen, dies bedeutete die zweithöchste Niederlage des DBB aller Zeiten.

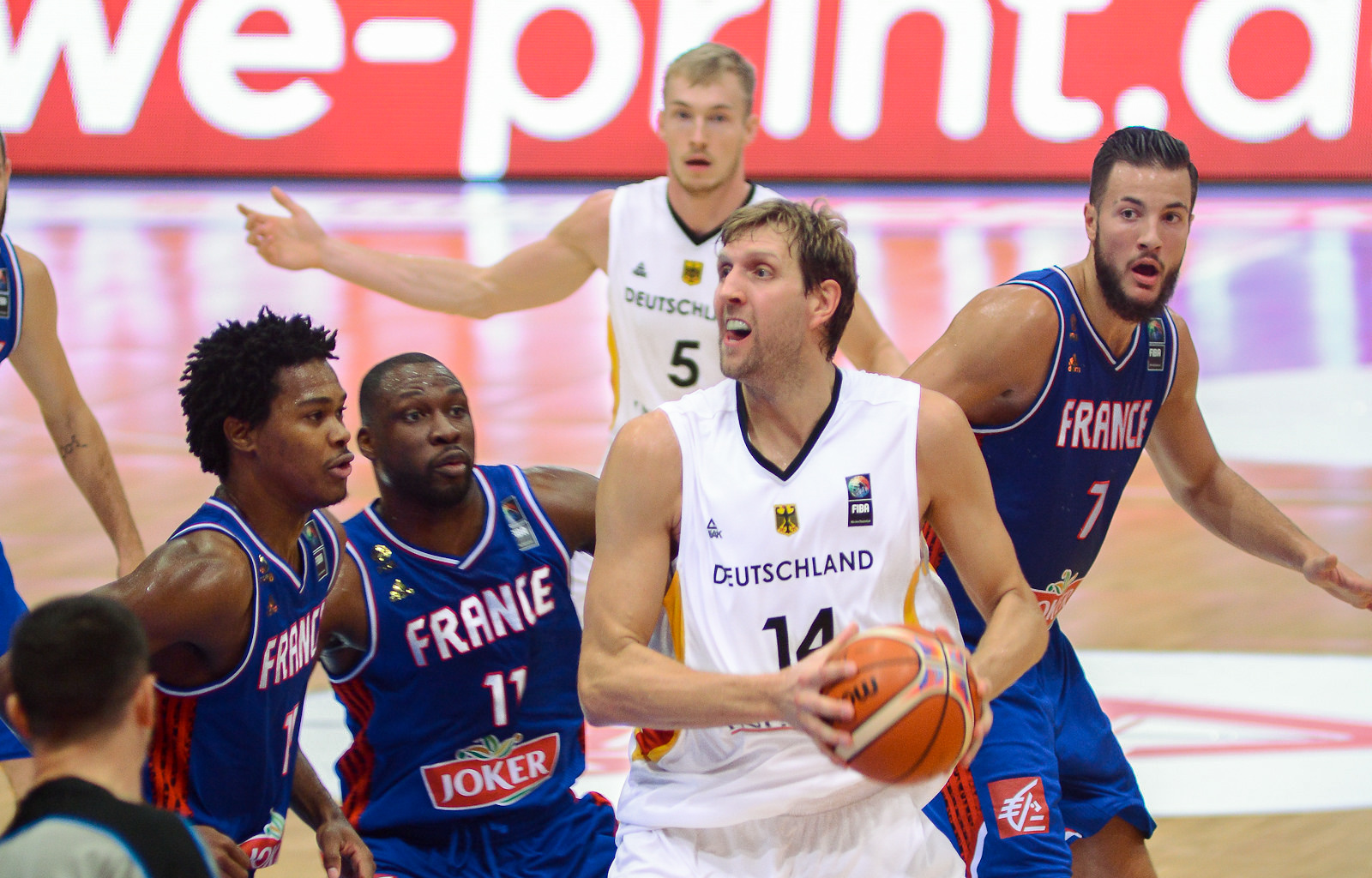
Nowitzki in einem Freundschaftsspiel Deutschland gegen Frankreich, 2015

Im Lauf des olympischen Turniers zeigte sich deutlich, dass Nowitzki mehr als andere NBA-Spieler deutliche Probleme mit der körperbetonten europäischen Spielweise hat, was allerdings auch an den überharten Verteidigungsaktionen seiner Gegenspieler lag. Während des Turniers beschwerten sich sowohl Dirk Bauermann als auch Nowitzki über die fehlende Aufmerksamkeit der Schiedsrichter, dies war trotz ähnlicher Abläufe in der Vergangenheit bisher nicht geschehen. Nowitzki äußerte sich sehr reserviert, aber bestimmt zur Leistung der Schiedsrichter im Spiel gegen China: „Der Weltverband wollte China im Viertelfinale sehen, und dieses Ziel wurde ja erreicht“.
Bei der Basketball-Europameisterschaft 2009 trat Dirk Nowitzki nicht an, da der Klubbesitzer der Dallas Mavericks Mark Cuban ihm eine Teilnahme verweigert hatte und Nowitzki ihm zudem sein Versprechen gegeben hatte, nach den Olympischen Spielen 2008 eine Pause in der Nationalmannschaft einzulegen, um sich ganz auf die Mavericks zu konzentrieren. Insgesamt absolvierte Nowitzki bisher (September 2011) 141 Länderspiele und erreichte mit 2912 Punkten und einem Schnitt von 20,65 in der Nationalmannschaft die bis dahin besten Werte eines deutschen Auswahlspielers. Nach der Vertragsverlängerung bis 2014 bei den Mavericks sagte Dirk Nowitzki auch die Teilnahme an der Basketball-Weltmeisterschaft 2010 ab.
Im Juli 2011 gab Nowitzki als amtierender NBA-Finals-MVP bekannt, dass er trotz der langen NBA-Saison mit der deutschen Nationalmannschaft an der Europameisterschaft 2011 teilnehmen wird. Beim Supercup im August 2011 spielte Nowitzki erstmals nach drei Jahren wieder für die Nationalmannschaft. Dirk Nowitzki war bis zur Europameisterschaft 2013 mit 983 Punkten zweitbester Werfer in der Geschichte der Basketball-Europameisterschaften und liegt derzeit auf dem dritten Platz (09/2013).
Am 4. Juni 2015 gab Nowitzki bei einer Pressekonferenz in Frankfurt seine Teilnahme an der Europameisterschaft 2015 mit der deutschen Nationalmannschaft bekannt. Beim Turnier im September des Jahres verlor Deutschland jedoch vier der fünf Gruppenspiele und schied bereits nach der Vorrunde aus.
Im Januar 2016 bestätigte Nowitzki in einem Interview mit der Bild am Sonntag offiziell das Ende seiner Karriere bei der deutschen Basketballnationalmannschaft: „Das letzte Spiel bei der EM in Berlin war mein letztes Spiel für Deutschland“, sagte der 37-Jährige und begründete seine Entscheidung wie folgt: „In meinem Kopf war es das in dem Moment ja ohnehin. Ich hatte Tränen in den Augen und es fühlte sich nach Abschied an.“

## Spielerprofil

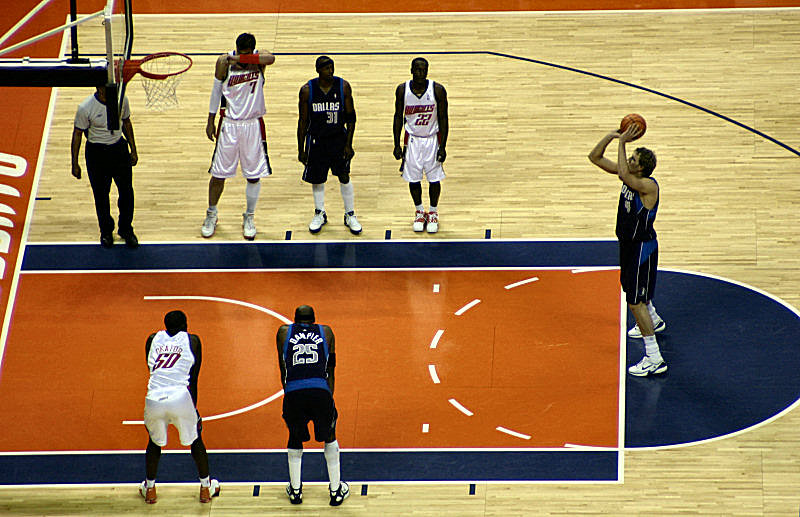
Nowitzki beim Freiwurf (2005)

Nowitzki spielte einen großen Teil seiner Karriere auf der Position des Power Forwards, wurde jedoch auch manchmal als Center eingesetzt. Bevor er in die NBA kam, waren auf diesen Positionen vor allem große, physisch starke Spieler gefragt, die in Korbnähe spielen sollten. Nowitzki war jedoch trotz seiner Größe von 2,13 m enorm vielseitig und besaß für einen so genannten 7-Footer (Spieler ab 2,13 m) einen besonders treffsicheren Wurf. Im Gegensatz zu vielen anderen Spielern seiner Größe, die vor allem in Korbnähe punkten, hatte er eine große Reichweite und galt als sehr guter Dreipunktschütze. So traf er im Verlauf seiner NBA-Karriere 47,1 % seiner Feldwürfe, 38,0 % seiner Dreipunktwürfe und 87,9 % seiner Freiwürfe. Außerdem gewann er den Dreierwettbewerb beim NBA All-Star Game 2006. In der NBA-Saison 2006/07 gelang es ihm, mehr als 50 % seiner Würfe, mindestens 40 % seiner Dreier und mehr als 90 % seiner Freiwürfe in einer Saison zu treffen. Er war der insgesamt erst fünfte Spieler im sogenannten 50–40–90 Club. In der Kombination seiner Erfolgswerte von mehr als 31.000 Punkten, 11.000 Rebounds, 3.000 Assists, 1.000 Blocks, 1.000 Steals und 1.500 erfolgreichen Drei-Punkte-Würfen, die seine Vielseitigkeit belegt, besitzt er sogar die herausragende Alleinstellung (Stand: März 2018).
Nowitzki nutzte Musik, um Drucksituationen standzuhalten, unter anderem beim Freiwurf. Er habe bei wichtigen Freiwürfen gesungen, „um nicht im Moment zu erstarren, festzufrieren, sondern locker zu bleiben, nicht an das Ganze und die Würfe zu denken, die ich gerade vergeigt habe, sondern nur an den nächsten Wurf“, erläuterte er gegenüber dem Spiegel im Oktober 2019. Er summte das Lied Mr. Jones von der Gruppe Counting Crows. Die Falschmeldung, dass Nowitzki an der Freiwurflinie Looking for Freedom von David Hasselhoff gesungen habe, ging auf einen Witz zurück, den er gegenüber einem Berichterstatter gemacht hatte, als dieser gefragt habe, ob Nowitzki zu Konzentrationszwecken an der Freiwurflinie ein Lied des in Deutschland beliebten Hasselhoff singe. „Und dann habe ich gesagt: genau, Looking for Freedom. Was natürlich nicht stimmte, sondern nur ein Gag war“, so Nowitzki rückblickend. Diese als Witz gemeinte Bemerkung verselbständigte sich, nachdem darüber in den Medien berichtet worden war, und Anhänger der Miami Heat versuchten, den Deutschen bei Freiwürfen mit auf Pappe geklebten Hasselhoff-Gesichtern aus der Fassung zu bringen.
Nowitzkis Markenzeichen war der Fadeaway. Er war einer der treffsichersten Schützen bei diesem Wurf, der besonders durch das Zurückfallen in der Wurfbewegung schwer zu verwandeln ist, jedoch durch den geschaffenen Platz zwischen Werfer und Verteidiger auch schwerer zu verteidigen ist. LeBron James sagte über diese Bewegung von Nowitzki, dass in der gesamten NBA-Geschichte nur Kareem Abdul-Jabbars Hakenwurf noch schwerer zu verteidigen gewesen sei. Markant war bei Nowitzki das Anheben seines Knies bei diesem Wurf, was das Verteidigen noch weiter erschwerte. Außerdem war Nowitzki dazu fähig, diesen Wurf nicht nur aus dem Low-Post, sondern auch aus der Mitteldistanz und aus dem High-Post zu treffen.
Kritiker kreideten ihm allenfalls eine nur durchschnittliche Verteidigungsleistung an. Deshalb wurde er zu Beginn seiner NBA-Karriere von den Fans auch scherzhaft Irk genannt (das weggelassene D sollte fehlende Defensive ausdrücken, außerdem steht to irk für ärgern). Seit seiner Debütsaison 1998 entwickelte sich Nowitzki durch intensives Training weiter, was auch seine Verteidigungsleistung verbesserte. In der Folge verlieh man ihm wohlwollendere Spitznamen wie German Wunderkind, Dirkules (in Anlehnung an Herkules), Dunking Deutschman oder Flying Deutschman (in Anlehnung an den Niederländer Rik Smits, den Dunkin' Dutchman sowie an die Sage vom Fliegenden Holländer).

## Vertrag
Am 26. September 2006 verlängerte er seinen Vertrag bei den Dallas Mavericks vorzeitig um drei Jahre bis zum Ende der Saison 2010/11. Sein Gehalt entsprach dabei der nach NBA-Richtlinien erlaubten Höchstsumme (ein so genannter maximum contract). In der Saison 2008/09 erhielt Nowitzki 18,08 Mio. US-Dollar von den Dallas Mavericks. Der Betrag steigerte sich pro Saison um etwa 12,5 %. Durch eine einseitige Spieleroption hätte er jedoch nach der Saison 2009/10 aus seinem Vertrag, der ihm im letzten Jahr 21,5 Mio. US-Dollar eingebracht hätte, aussteigen können. Er verließ Dallas jedoch nicht, sondern unterschrieb einen neuen Vierjahresvertrag über insgesamt mehr als 80 Mio. US-Dollar. Der Vertrag enthielt darüber hinaus eine Klausel, die vorschrieb, dass Nowitzki nicht ohne sein Einverständnis zu einer anderen Mannschaft transferiert werden konnte (No-Trade-Klausel). Dieses Mal schlug Nowitzki ein Höchstangebot (max deal) aus und verzichtete dabei freiwillig auf etwa 16 Mio. US-Dollar. Als Gegenleistung wurde vereinbart, dass das dadurch eingesparte Geld für Neuzugänge verwendet wird, die den Mavericks beim Titelkampf helfen sollen. Bis einschließlich der Saison 2011/12 hat Nowitzki insgesamt bereits über 160,4 Mio. US-Dollar an reinen Gehaltszahlungen erhalten. 2011/12 betrug sein Gehalt bei den Dallas Mavericks 19.092.873 US-Dollar, 2012/13 20.907.128 US-Dollar. Seinen nach der Saison 2014 auslaufenden Vertrag verlängerte er um drei Jahre für rund 25 Millionen US-Dollar. Damit schlug er Angebote von Maximalverträgen der Houston Rockets und Los Angeles Lakers aus. Das gesparte Geld wurde für die Verpflichtung von Chandler Parsons genutzt. Am 7. Juli 2017 verlängerte er seinen Vertrag für 10 Millionen US-Dollar um weitere zwei Jahre bis zum Ende der Saison 2018/19. Er verzichtete damit erneut auf einen großen Teil seines Gehaltes, um dem Verein die Verpflichtung neuer Spieler zu ermöglichen.

## Nach der aktiven Laufbahn
Im Juni 2021, nachdem Manager Donnie Nelson seinen Abschied von den Mavericks verkündet hatte, stellte Besitzer Mark Cuban Nowitzki als Sonderberater ein, um bei der Suche nach einem neuen Head Coach und einem General Manager zu helfen.
Im Terminal C des internationalen Flughafens Dallas/Fort Worth eröffnete Nowitzki am 8. August 2023 ein Restaurant mit Sportsbar, das seinen Namen „Nowitzki“ trägt. Die Ausstattung und die Speisekarte der Bar sind nach seinen Vorlieben und den Farben der Mavericks gestaltet worden. So sind auf der Speisekarte auch deutsche Gerichte zu finden. Im Restaurant sind Erinnerungsstücke aus Nowitzkis Karriere ausgestellt und Fanartikel von ihm zu kaufen.

## Privates
In seiner Freizeit spielt Nowitzki Saxophon und Gitarre. Neben dem Teamtraining und seinem individuellen Training mit Holger Geschwindner macht er regelmäßig Yoga und Pilates. Er war in seiner Jugend ein guter Tennisspieler und wurde von der TG Würzburg für den Spielbetrieb der 2. Kreisklasse im Juli 2011 gemeldet; wegen der langen NBA-Saison konnte er daran jedoch nicht teilnehmen.
Im Mai 2009 geriet Nowitzki, dem es bis dahin gelungen war, sein Privatleben vor der Öffentlichkeit größtenteils geheim zu halten, in die Schlagzeilen, als seine damalige Verlobte Crystal Taylor in seinem Haus in Dallas vom FBI verhaftet wurde. Gegen Taylor, die Nowitzki eine gefälschte Identität vorgab, lagen Haftbefehle wegen mehrfachen Betrugs und Fälschung von Dokumenten vor. Sie wurde wegen Verstoßes gegen Bewährungsauflagen zu einer fünfjährigen Haftstrafe verurteilt. Taylor sollte zu diesem Zeitpunkt schwanger gewesen sein, weshalb Nowitzki für den Fall seiner Vaterschaft einen Antrag auf das alleinige Sorgerecht stellte. Die Schwangerschaft war von Taylor allerdings nur vorgegeben.
Seit 2010 war Nowitzki mit der Schwedin Jessica Olsson liiert, einer Schwester der Fußballer Martin und Marcus Olsson. Olsson arbeitete in Dallas als Managerin einer Galerie. Am 14. Februar 2012 verlobte sich das Paar. Am 4. August 2012 heirateten sie nach einer traditionell afrikanischen Zeremonie, weil Olssons Mutter aus Kenia stammt. Zusammen haben sie drei Kinder, eine Tochter (* 2013) und zwei Söhne (* 2015 und * 2016).
Nowitzki leidet an einer Arthrose im linken Sprunggelenk, das auch bereits operiert werden musste.
Im Jahr 2021 erhielt er die Green Card, die ihn zu einem permanenten Aufenthalt in den USA berechtigt.

## Sonstiges

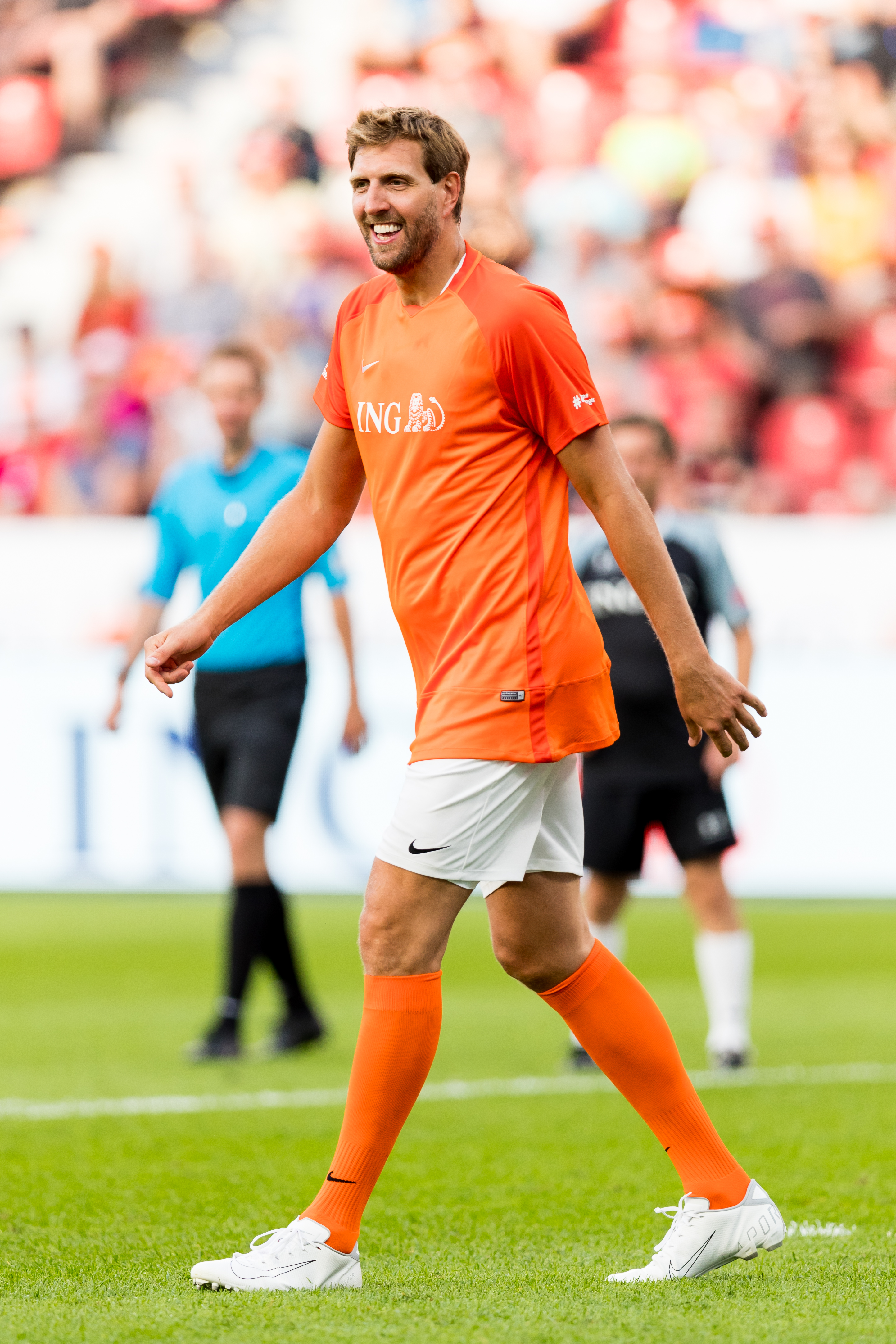
Dirk Nowitzki beim Benefiz-Fußballspiel „Champions for Charity 2019“ in der Leverkusener BayArena

Seit 2003 ist Nowitzki als Testimonial in der ING-DiBa-Werbung zu sehen. Außerdem besteht mit der Bank eine Zusammenarbeit im Bereich des gesellschaftlichen Engagements. Im Juli 2017 wurde der Vertrag auf Lebenszeit verlängert.
Seit Januar 2016 ist Nowitzki Markenbotschafter für die Bauerfeind AG.
Eine weitere Zusammenarbeit besteht mit dem Sportartikelhersteller Nike.
Dirk Nowitzki ist als Vortragsredner/Speaker für die Meet Live GmbH Redneragentur mit Sitz in Bad Nauheim tätig.
Er ist Investor und Mitglied im Beirat der Sporttotal AG.
Vor dem MLB-Spiel der Texas Rangers gegen die New York Mets am 25. Juni 2011 warf er den First Pitch, der traditionell von einem Ehrengast ausgeführt wird.
Auf dem Videowürfel im American Airlines Center läuft vor Heimspielen der Mavericks ein Comicfilm, der das Leben und die Karriere von Nowitzki zum Thema hat.
In der Folge A Short Story and a Tall Tale der US-Zeichentrickserie The Cleveland Show ist Dirk Nowitzki einer der Charaktere. Er synchronisierte sich selber. Die Folge wurde am 13. Februar 2011 auf Fox ausgestrahlt.
Nowitzki ist Kurator einer Stiftung, die in seinem Namen geführt wird. Die Dirk Nowitzki Stiftung wurde 2005 gegründet, Ziele sind die Förderung der Jugendhilfe, des Sports und der Erziehung und Ausbildung. Sie unterstützt sozial benachteiligte Kinder und Erwachsene und wird von seiner Schwester Silke Nowitzki geleitet. Die Stiftung vergibt seit 2012 jährlich einen mit 30.000 Euro dotierten Preis, mit dem sie das Engagement von Projekten und Organisationen im Zusammenhang mit Kindern und Jugendlichen auszeichnet. Mitglieder der Jury des Preises sind unter anderem Thomas Bach, Präsident des IOC, sowie Manuel Neuer. In den USA ist Nowitzki mit seiner Dirk Nowitzki Foundation aktiv.
Nowitzki engagiert sich außerdem seit Jahren im Big-Brothers-Big-Sisters-Programm.
Am 28. August 2011 wurde Dirk Nowitzki vom damaligen Bundespräsidenten Christian Wulff das Silberne Lorbeerblatt verliehen, die höchste Auszeichnung für deutsche Sportler.
Im Oktober 2012 wurde Nowitzki von der Amerikanischen Handelskammer in Deutschland mit dem Transatlantic Partnership Award ausgezeichnet. Gewürdigt wurde dabei neben seinem sportlichen Erfolg vor allem seine Eigenschaft als Brückenbauer zwischen den Vereinigten Staaten und Deutschland. Laudator war der Kardiologe Eric N. Olson.
2012 wurde Nowitzki als erster Nichtamerikaner für seinen Beitrag zur Entwicklung des Basketballs weltweit mit dem Naismith-Legacy Award ausgezeichnet.
Unter dem Titel Nowitzki. Der perfekte Wurf kam 2014 ein Dokumentarfilm in die Kinos, der Nowitzkis Karriere und Leben nachzeichnet. Regisseur Sebastian Dehnhardt hatte Nowitzki dafür u. a. ein Jahr lang begleitet. Premiere des Filmes war der 18. September 2014.
2013 war Dirk Nowitzki Protagonist des Imagefilms Forever Dirk der NBA im Rahmen der Kampagne Forever is Big. Im Mittelpunkt des Films stand Nowitzkis Markenzeichen, der Wurf im Sprung nach hinten (Fade-Away Jump Shot).
Im September 2013 ernannte das Kinderhilfswerk UNICEF Dirk Nowitzki zu seinem Botschafter.
Nowitzki nahm im Juli 2016 am Fußball-Benefizspiel „Champions for Charity“ zugunsten des verunglückten Rennfahrers Michael Schumacher teil. Dabei erzielte Lukas Podolski nach einer Flanke von Dirk Nowitzki ein Tor per Seitfallzieher. Dieses Tor wurde mit 45 % der Stimmen von den Zuschauern der Sportschau zum Tor des Monats Juli 2016 gewählt und Podolski zusammen mit Nowitzki ausgezeichnet. Nowitzki war erst der fünfte Vorlagengeber, der bei der seit 1971 durchgeführten Abstimmung mitgeehrt wurde.
Im September 2019 wurde er ins Amt des Vorsitzenden des Spielerausschusses des Weltverbandes FIBA gewählt und zog damit auch in das zentrale Führungsgremium des Verbandes ein. Zuvor war er bereits FIBA-Botschafter der Weltmeisterschaft 2019.
Unter der Leitung von Boris Groysberg haben Forscher der Harvard University unter dem Titel Changing the Game eine Fallstudie über Nowitzki erstellt, die seine Karriere zum Thema hat und Möglichkeiten für die Zeit nach seiner Sportlerkarriere beleuchtet. Zur Erstellung der Studie befragten sie Nowitzki, dessen Ehefrau sowie ehemalige Mannschaftskollegen und Trainer. Nach einer Einführungsveranstaltung wird die Fallstudie ab 2020 Lehrstoff an der Universität und dann auch an andere Hochschulen weitergegeben.
Im Innenhof des Röntgen-Gymnasiums Würzburg ziert seit September 2019 ein 6 × 14 m großes Porträt von Nowitzki eine Außenwand der Turnhalle. Nowitzki war Schüler des Gymnasiums und trainierte in der Turnhalle.
Im September 2019 wurde durch einstimmigen Beschluss des Stadtrates von Dallas ein Teil der Olive Street, die an der Spielstätte der Dallas Mavericks vorbeiführt, in Nowitzki Way umbenannt. Anfang Dezember 2019 erhielt Nowitzki in Berlin aus den Händen von Bundespräsident Frank-Walter Steinmeier den Verdienstorden der Bundesrepublik Deutschland als Auszeichnung für sein soziales Engagement.
Anfang Januar 2022 wurde Nowitzkis Nummer 41 bei den Mavericks im Rahmen eines NBA-Spiels gegen die Golden State Warriors geschützt. Sein Trikot in riesigem Format mit der Aufschrift 41 Dirk Nowitzki 1998–2019 wurde unter das Hallendach des American Airlines Center aufgehängt. Bei der Zeremonie waren seine Frau Jessica, ihre drei gemeinsamen Kinder, Holger Geschwindner und einige Mitglieder der Meistermannschaft von 2011 zu Gast. NBA-Commissioner Adam Silver, Mavericks-Eigentümer Mark Cuban sowie Ex-Mitspieler und heutiger Dallas-Headcoach Jason Kidd hielten Reden.
Seit dem 25. Dezember 2022 steht am Nowitzki Way vor dem American Airlines Center eine Bronzestatue von Nowitzki, die ihn in ikonischer Pose seines einbeinigen Fadeaway-Wurfes zeigt.
Nowitzki unterstützte die Special Olympics 2023 in Berlin durch mehrere öffentlichkeitswirksame Auftritte im Rahmen der Veranstaltung sowie Pressemitteilungen.

## Auszeichnungen und Erfolge

### NBA
- Mit seiner Aufnahme in die Naismith Memorial Basketball Hall of Fame als Spieler im Jahr 2023 ist er der erste Deutsche, dem diese Ehre zuteilwurde.
- Anlässlich der 75. NBA-Saison 2020/2021 ist Nowitzki ins NBA 75th Anniversary Team und damit zu einem der 76 besten Spieler aller Zeiten gewählt worden.[94]
- Zum 75. Jubiläum der NBA wurde er im April 2022, mit den meisten Stimmen, in das Team der besten Europäer der NBA gewählt.[95]
- Wertvollster Spieler (MVP) der regulären NBA-Saison (2007)
- Wertvollster Spieler der Final-Serie (Finals MVP) der NBA (2011)
- Twyman-Stokes Teammate of the Year Award (2017)[96]
- 12 × Wahl in ein All-NBA Team (2001–2012)
  - 4 × All-NBA First Team (2005–2007, 2009)
  - 5 × All-NBA Second Team (2002–2003, 2008, 2010–2011)
  - 3 × All-NBA Third Team (2001, 2004, 2012)
- 14 Nominierungen für das NBA All-Star Game (2002–2012, 2014–2015, 2019)
- Erster Europäer, der in der Starting Five eines All-Star Teams stand (2007, 2010)
- Teilnahme an der Rising Star Challenge beim NBA All-Star Weekend (2000)
- Sieger des Dreipunktewettbewerb beim All-Star Game als bisher größter Spieler des Wettbewerbs (2006)
- Sieger des Shooting-Stars-Wettkampfs beim All-Star-Game 2010 mit dem „Team Texas“, bestehend aus ehemaligen NBA-Spielern und Fernsehexperte Kenny Smith und Becky Hammon vom WNBA-Klub San Antonio Silver Stars
- Trainer des Team World der Rising Star Challenge im Rahmen des NBA-All-Star Weekends 2019[97]
- 2 × NBA Community Assist Award für sein vorbildliches soziales Engagement (Februar 2004 und Dezember 2007)
- Best-of-Video der NBA zu Nowitzkis Ehren (November 2014, aus Anlass seines Erfolges zum Besten Ausländischen Scorer der NBA)[98]
- Zusammen mit Kemba Walker Kapitän der Teams des NBA Exhibition Games World Team gegen Afrika am 5. August 2017
- NBA All Time European Moment: Dirk Nowitzki Finals-Leistung 2011 (2022)
- Erster ausländischer Spieler, der die 31.000-Punkte-Marke in der NBA (Hauptrunde) durchbrach (März 2017); jeweils erster Europäer, der die 16.000–30.000-Punkte-Marken überschritt (Stand: 3. März 2017)
- 5 × mehr als 2000 Punkte in einer Saison: 2002/03 (Punkte: 2011), 2004/05 (Punkte: 2032), 2005/06 (Punkte: 2151), 2008/09 (Punkte: 2094), 2009/10 (Punkte: 2027)
- 16 × mehr als 1000 Punkte in einer regulären Saison (2016)
- 411 Double-Doubles, 3 Triple-Doubles (2019)
- Erster Spieler in der Geschichte der NBA, der mindestens 25.000 Punkte, 10.000 Rebounds, 1.000 Blocks und 1.000 Dreier erzielt hat.[99]
- Erster Spieler in der Geschichte der NBA, der in seiner Karriere gleichzeitig mehr als 27.000 Punkte, 10.000 Rebounds, 3.000 Assists, 1.000 Blocks, 1.000 Steals und 1.500 erfolgreiche Drei-Punkte-Würfe erzielt hat.
- Einer von zwei Spielern in der Geschichte der NBA mit 150 Dreiern und 100 Blocks in einer Saison (Nowitzki: 2000–2001; Rasheed Wallace 2005–2006).[100][101]
- Einer von drei Spielern in der Geschichte der NBA mit mindestens 1.000 Blocks, 1.000 Steals und 1.000 verwandelten Drei-Punkte-Würfen.
- Einer von sechs Spielern in der Geschichte der NBA mit Play-off-Schnitten von 25 Punkten und 10 Rebounds pro Spiel (25,3 und 10,0; Stand 11. April 2018)
- Einer von acht Spielern in der Geschichte der NBA mit mindestens 800 20-Punkte-Spielen (Dezember 2014).
- Einer von sieben Spielern in der Geschichte der NBA, der mindestens 30.000 Punkte in der regulären Saison der NBA erzielt hat (7. März 2017 – als sechster Spieler nach Kareem Abdul Jabbar, Karl Malone, Kobe Bryant, Michael Jordan und Wilt Chamberlain; mittlerweile auch LeBron James).
- Einer von zwei Spielern in der Geschichte der NBA mit mindestens 30 Punkten und 15 Rebounds in 4 Play-off-Spielen nacheinander.
- Einer von acht Spielern im 50-40-90 Club (Trefferquote in einer Saison von 50 % bei Field Goals, 40 % bei Dreiern und 90 % bei Freiwürfen).
- Einer von elf Spielern, die je mindestens einmal die Auszeichnungen NBA-Meister, NBA-MVP der Hauptrunde, MVP der NBA Finalserie sowie mindestens 10 × NBA All-Star-Berufungen erreichen konnten.
- Mit 35 Jahren und 206 Tagen einer von zwölf Spielern der NBA-Geschichte, die im Alter von 35 Jahren oder älter 40 Punkte oder mehr in einem NBA-Spiel erzielten (01/2014).[102]
- Einer von fünf Spielern, die im Alter von mindestens 37 Jahren 40 oder mehr Punkte in einem NBA-Spiel erzielt haben: (in Klammern die Anzahl): Michael Jordan (8), Kareem Abdul-Jabbar (4), Karl Malone (2) und Kobe Bryant (1) (Stand 20. April 2016).[103][104]
- Mit 40 Jahren und 294 Tagen ältester Spieler mit mindestens 30 Punkten in einem NBA-Spiel[105]
- Rekordhalter bei getroffenen Freiwürfen innerhalb einer Play-off-Saison (205 getroffene Freiwürfe, NBA Playoffs 2006).[106]
- Play-off-Rekord im ersten Spiel der Western Conference Finals 2011 gegen Oklahoma für die meisten in einem einzelnen Spiel getroffenen Freiwürfe ohne Fehlversuch: 24
- In diesem Spiel: Neuer Rekord für True Shooting Percentage, (eine Statistik, die alle Wurfversuche, bei mindestens 20 Würfen, berücksichtigt) in den Play-offs mit 93,9 %. Die alte Bestmarke hielt seit 2001 Vince Carter mit 82,5. Den Regular Season Rekord hält Ray Allen mit 90,1 (14. April 2002).
- Einer von fünf Spielern in der Geschichte der NBA mit mehr als 10.000 Defensiv-Rebounds seit Einführung der Statistik 1973 (April 2019).

### Dallas Mavericks
- Mannschaftskapitän[107]
- Gewinn der NBA-Meisterschaft in den NBA Finals 2011
- Gewinn der Western Conference und Erreichen des NBA-Finales mit den Dallas Mavericks (2006, 2011)
- Erster Spieler der Mavericks, der in das All-NBA first Team berufen wurde (2005)
- Erster Spieler der Mavericks in der Starting five des NBA-All Star teams (2007)
- Erster Spieler der Mavericks der als Wertvollster Spieler (MVP) der regulären Saison gewählt wurde (2007), zudem erster Finals-MVP (2011)
- Dallas-Mavericks-Franchiserekordhalter in den Kategorien Spiele, Spielzeiten, Spielminuten, Punkte, verwandelte Würfe, verwandelte Zwei-Punkte-Würfe, verwandelte Drei-Punkte-Würfe, Freiwürfe, sämtlichen Schussversuchen, blockierte Schüsse, Offensivrebounds, Defensivrebounds und Rebounds insgesamt. Er führt die Statistik auch in Ballverlusten, Fehlwürfen und persönlichen Fouls an (Stand April 2019).[22]
- In der Saison 2019/20 zierte eine Abbildung von Nowitzkis Markenzeichen, dem einbeinigen Wurf im Rückwärtsfallen (Fadeaway Jumpshot), das Spielfeld des American Airlines Center.
- 5. Januar 2022: Ein Trikot mit seiner Rückennummer 41 wurde ihm zu Ehren unter die Hallendecke des American Airlines Center gezogen, die Nummer 41 wird bei den Mavericks nicht mehr vergeben werden.
- 25. Dezember 2022: Enthüllung und Einweihung der Statue von Dirk Nowitzki am Nowitzki Way vor dem American Airlines Center in Dallas, die ihn mit seinem charakteristischen One-Legged Fadeaway zeigt.

### Nationalmannschaft
- Wertvollster Spieler (MVP), Korbschützenkönig, Wahl ins All-Tournament Team und Gewinn der Bronzemedaille bei der Weltmeisterschaft 2002 in Indianapolis, USA
- Wertvollster Spieler (MVP), Korbschützenkönig, Wahl ins All-Tournament Team und Gewinn der Silbermedaille bei der Europameisterschaft 2005 in Serbien-Montenegro
- Korbschützenkönig der Basketball-Weltmeisterschaft 2006 in Japan, Wahl ins All-Tournament Team
- Korbschützenkönig der Europameisterschaften 2001 in der Türkei, Wahl ins All-Tournament Team
- Korbschützenkönig der Europameisterschaften 2007 in Spanien, Wahl ins All-Tournament Team
- Goldener Ehrenring des Präsidiums des Deutschen Basketball Bundes (verliehen 2007)[108]
- mit 1.052 Punkten zweitbester Werfer in der Geschichte der Basketball-Europameisterschaften (09/2015)
- mit 3.045 Punkten in 153 Länderspielen bester Korbschütze in der Geschichte der Nationalmannschaft (09/2015)
- mit der deutschen Basketballnationalmannschaft der Herren Wahl zur Mannschaft des Jahres 2005
- Im Beisein des Bundespräsidenten Frank-Walter Steinmeier, der eine Laudatio auf Nowitzki hielt, wurde ein Trikot mit seiner Nummer 14 unter das Hallendach der Lanxess Arena in Köln gezogen. Die Nummer 14 wird beim Deutschen Basketball-Bund zukünftig nicht mehr vergeben (1. September 2022).

### Sportmagazine/Sportsender/Internetseiten
- Dritter Platz bei der Wahl unter die besten zehn Power-Forwards der NBA-Geschichte, Liste erstellt von ESPN (2016),[109] Platz 5 der ESPN Top 10 Player list (2011)
- 17. Platz bei der Wahl unter die besten NBA-Spieler der Geschichte, Liste erstellt von ESPN (2016)[110],
- 17. Platz bei Wahl der besten 76 Spielern der NBA-Geschichte, Das NBA 75th Anniversary Team Ranking, inoffizielles Ranking von ESPN, (2022)
- 5. Platz bei der Wahl unter die besten Power-Forwards der NBA-Geschichte, SPOX-Leserwahl (2009)
- 2. Platz in der Liste der 15 besten Power Forwards der NBA-Geschichte, SPOX-Liste (12/2022)
- 4. Platz bei der Wahl unter die besten 10 Power-Forwards der NBA-Geschichte, Fox Sports (2011)
- Sports Illustrated; NBA-All Decade Team (Second Team) (2000–2009), 2009[111]
- 20. Platz in der Rangliste der besten Franchise-Player in der Geschichte der NBA, ermittelt von Crossover-Online (2011)[112]
- 4. Platz und einziger Aktiver in der NBA: Greatest White Basketball Players Liste, Bleacherreports.com (2011)
- 3 ESPY-Awards 2011: „Best Male Athlete“, „Best NBA Player“ und mit den Dallas Mavericks „Best Team“ (jährliche Verleihung des Sportsenders ESPN)[113]
- 6 × Euroscar (Gazzetta Dello Sport; 2002–2006, 2011) (Bester Europäischer Basketballspieler)
- 1 × Mister Europa Player of the Year Award (Superbasket; 2005) (Bester Europäischer Basketballspieler)
- Aufnahme in die Liste der „100 besten deutschen Sportler des Jahrhunderts“, einer im Jahr 2004 vom ZDF veröffentlichten Liste
- Die-Sport1-Award (2002, 2004, 2007, 2011 und 2014)[114]
- Sport-Bild-Award als Star des Jahres (2004 und 2011)
- Platz 21 der besten 75 Spielern in der Geschichte der NBA , Liste von The Athletic (2022)

### Weitere Auszeichnungen und Erfolge
- Wertvollster Spieler (MVP) der Relegation zur Basketball-Bundesliga 1998 (vergeben durch das deutsche Fachmagazin Basket)
- Deutschlands Basketballer des Jahres 1999
- Briefmarke mit seinem Konterfei der Föderierten Staaten von Mikronesien (2004)
- 2 × FIBA Europe Player of the Year Award (2005 und 2011)[115]
- 5 × All-Europeans Player of the Year (2005–2008, 2011)
- Fahnenträger bei Olympia 2008 in Peking für Deutschland
- Wachsfigur bei Madame Tussauds Berlin (2009)
- IOC Trophy 2010 des NOK Deutschland (DOSB) (Thema: Sport – inspiring young people)
- Stern vor der Nike-Niederlassung an der Tauentzienstraße in Berlin (2010)[116]
- Bayerischer Sportpreis 2007 Kategorie „Persönlicher Preis des Bayerischen Ministerpräsidenten“
- Ernennung zum Vorbild für Generationen des Jahres 2007 durch die Stiftung Deutsche Sporthilfe
- Eintrag in das Goldene Buch der Stadt Würzburg (2011)[117]
- Silbernes Lorbeerblatt im Jahr 2011 für seine sportliche Leistung und eine charakterlich vorbildliche Haltung (Überreichung am 28. August 2011)
- Deutschlands Sportler des Jahres (2011)
- Ehrenbürger von Ohio (2011)[118]
- Transatlantic Partnership Award (2012) – verliehen von der Amerikanischen Handelskammer in Deutschland für die Arbeit seiner Stiftungen und sein Gesellschaftliches Engagement, zudem als inoffizieller Botschafter Deutschlands und Brückenbauer.[119]
- Naismith Legacy Award (2012) für seinen Beitrag zum Basketballsport weltweit (ausgezeichnet als erster Nicht-Amerikaner und erster Internationaler Spieler)[120]
- DJK-Ethik Preis des Sports (2013)[121]
- UNICEF-Botschafter (2013)

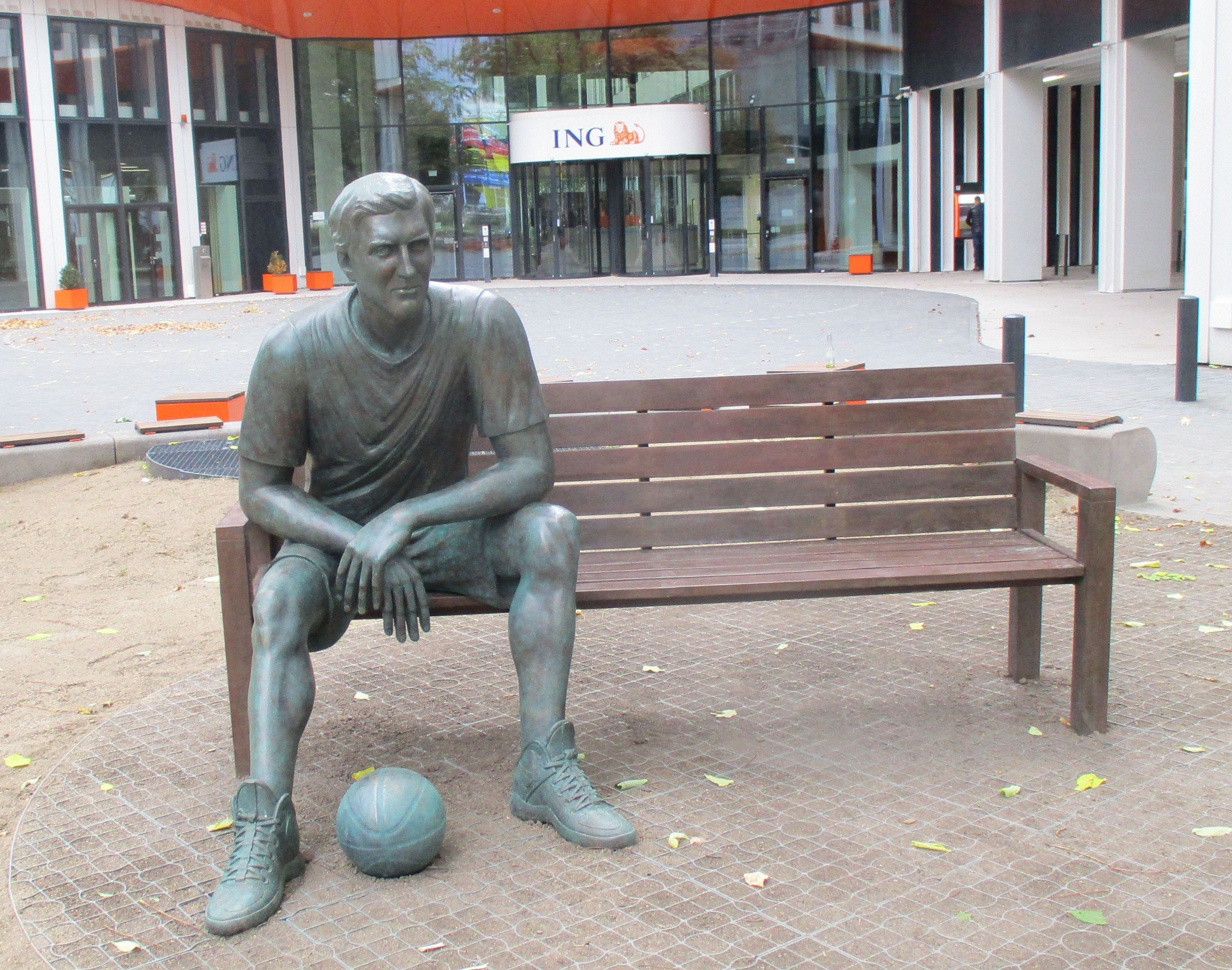
Dirk-Nowitzki-Statue in Frankfurt

- Magic Johnson Award (2014) von der Professional Basketball Writers Association für seine Kooperation mit den Medien.[122]
- Wahl zum Tor des Monats Juli 2016 der ARD Sportschau (zusammen mit Lukas Podolski)[123]
- Bayerische Staatsmedaille für soziale Verdienste (2017)
- Lucius D. Clay Medaille (2017)
- Schlüssel der Stadt Dallas; Freedom of the City (November 2018)
- April 2019 ist Month of Dirk im Dallas County (Auszeichnung des Dallas County zum möglichen Karriereende Dirk Nowitzkis im April 2019)[124]
- Roger Staubach Award (für seine Stiftungsarbeit, 2019)
- Botschafter der FIBA-Weltmeisterschaft 2019 in China (mit Kobe Bryant und Yao Ming)
- Nowitzki Way in Dallas (Straßenbenennung durch Stadtrat von Dallas, September 2019)
- Bundesverdienstkreuz am Bande (4. Dezember 2019)
- Laureus Sport Award für sein Lebenswerk (17. Februar 2020)
- Sportlegende des Jahrzehnts (ZDF, Sportler-des-Jahres-Wahl, 2020)
- Im Oktober 2023 Enthüllung der Dirk-Nowitzki-Statue in Frankfurt am Main.

## Statistiken

### NBA

#### Hauptrunde
| Saison   | Team     | GP    | GS    | MPG  | FG % | 3P % | FT % | RPG | APG | SPG | BPG | PPG  |
| -------- | -------- | ----- | ----- | ---- | ---- | ---- | ---- | --- | --- | --- | --- | ---- |
| 1998–99  | Dallas   | 47    | 24    | 20.4 | .405 | .206 | .773 | 3.4 | 1.0 | .6  | .6  | 8.2  |
| 1999–00  | Dallas   | 82    | 81    | 35.8 | .461 | .379 | .830 | 6.5 | 2.5 | .8  | .8  | 17.5 |
| 2000–01  | Dallas   | 82    | 82    | 38.1 | .474 | .387 | .838 | 9.2 | 2.1 | 1.0 | 1.2 | 21.8 |
| 2001–02  | Dallas   | 76    | 76    | 38.0 | .477 | .397 | .853 | 9.9 | 2.4 | 1.1 | 1.0 | 23.4 |
| 2002–03  | Dallas   | 80    | 80    | 39.0 | .463 | .379 | .881 | 9.9 | 3.0 | 1.4 | 1.0 | 25.1 |
| 2003–04  | Dallas   | 77    | 77    | 37.9 | .462 | .341 | .877 | 8.7 | 2.7 | 1.2 | 1.4 | 21.8 |
| 2004–05  | Dallas   | 78    | 78    | 38.7 | .459 | .399 | .869 | 9.7 | 3.1 | 1.2 | 1.5 | 26.1 |
| 2005–06  | Dallas   | 81    | 81    | 38.1 | .480 | .406 | .901 | 9.0 | 2.8 | .7  | 1.0 | 26.6 |
| 2006–07  | Dallas   | 78    | 78    | 36.2 | .502 | .416 | .904 | 8.9 | 3.4 | .7  | .8  | 24.6 |
| 2007–08  | Dallas   | 77    | 77    | 36.0 | .479 | .359 | .879 | 8.6 | 3.5 | .7  | .9  | 23.6 |
| 2008–09  | Dallas   | 81    | 81    | 37.7 | .479 | .359 | .890 | 8.4 | 2.4 | .8  | .8  | 25.9 |
| 2009–10  | Dallas   | 81    | 80    | 37.5 | .481 | .421 | .915 | 7.7 | 2.7 | .9  | 1.0 | 25.0 |
| 2010–11  | Dallas   | 73    | 73    | 34.3 | .517 | .393 | .892 | 7.0 | 2.6 | .5  | .6  | 23.0 |
| 2011–12  | Dallas   | 62    | 62    | 33.5 | .457 | .368 | .896 | 6.8 | 2.2 | .7  | .5  | 21.6 |
| 2012–13  | Dallas   | 53    | 47    | 31.3 | .471 | .414 | .860 | 6.8 | 2.5 | .7  | .7  | 17.3 |
| 2013–14  | Dallas   | 80    | 80    | 32.9 | .497 | .398 | .899 | 6.2 | 2.7 | .9  | .6  | 21.7 |
| 2014–15  | Dallas   | 77    | 77    | 29.6 | .459 | .380 | .882 | 5.9 | 1.9 | .5  | .4  | 17.3 |
| 2015–16  | Dallas   | 75    | 75    | 31.5 | .448 | .368 | .893 | 6.5 | 1.8 | .7  | .7  | 18.3 |
| 2016–17  | Dallas   | 54    | 54    | 26.4 | .437 | .378 | .875 | 6.5 | 1.5 | .6  | .7  | 14.2 |
| 2017–18  | Dallas   | 77    | 77    | 24.7 | .456 | .409 | .898 | 5.7 | 1.6 | .6  | .6  | 12.0 |
| 2018–19  | Dallas   | 51    | 20    | 15.6 | .359 | .312 | .780 | 3.1 | .7  | .2  | .4  | 7.3  |
| Gesamt   | Gesamt   | 1.522 | 1.460 | 33.8 | .471 | .380 | .879 | 7.5 | 2.4 | .8  | .8  | 20.7 |
| All-Star | All-Star | 14    | 2     | 16.2 | .450 | .294 | .875 | 3.7 | 1.1 | .7  | .4  | 8.0  |

Quelle: basketball-reference.com (Stand: 4. April 2018)

#### Play-offs
| Saison  | Team   | GP  | GS  | MPG  | FG % | 3P % | FT % | RPG  | APG | SPG | BPG | PPG  |
| ------- | ------ | --- | --- | ---- | ---- | ---- | ---- | ---- | --- | --- | --- | ---- |
| 2000–01 | Dallas | 10  | 10  | 39.9 | .423 | .283 | .883 | 8.1  | 1.4 | 1.1 | .8  | 23.4 |
| 2001–02 | Dallas | 8   | 8   | 44.6 | .445 | .571 | .878 | 13.1 | 2.3 | 2.0 | .8  | 28.4 |
| 2002–03 | Dallas | 17  | 17  | 42.5 | .479 | .443 | .912 | 11.5 | 2.2 | 1.2 | .9  | 25.3 |
| 2003–04 | Dallas | 5   | 5   | 42.4 | .450 | .467 | .857 | 11.8 | 1.4 | 1.4 | 2.6 | 26.6 |
| 2004–05 | Dallas | 13  | 13  | 42.4 | .402 | .333 | .829 | 10.1 | 3.3 | 1.4 | 1.6 | 23.7 |
| 2005–06 | Dallas | 23  | 23  | 42.7 | .468 | .343 | .895 | 11.7 | 2.9 | 1.1 | .6  | 27.0 |
| 2006–07 | Dallas | 6   | 6   | 39.8 | .383 | .211 | .840 | 11.3 | 2.3 | 1.8 | 1.3 | 19.7 |
| 2007–08 | Dallas | 5   | 5   | 42.2 | .473 | .333 | .808 | 12.0 | 4.0 | .2  | 1.4 | 26.8 |
| 2008–09 | Dallas | 10  | 10  | 39.5 | .518 | .286 | .925 | 10.1 | 3.1 | .9  | .8  | 26.8 |
| 2009–10 | Dallas | 6   | 6   | 38.8 | .547 | .571 | .952 | 8.2  | 3.0 | .8  | .7  | 26.7 |
| 2010–11 | Dallas | 21  | 21  | 39.3 | .485 | .460 | .941 | 8.1  | 2.5 | .6  | .6  | 27.7 |
| 2011–12 | Dallas | 4   | 4   | 38.5 | .442 | .167 | .905 | 6.3  | 1.8 | .8  | .0  | 26.8 |
| 2013–14 | Dallas | 7   | 7   | 37.6 | .429 | .083 | .806 | 8.0  | 1.6 | .9  | .9  | 19.1 |
| 2014–15 | Dallas | 5   | 5   | 36.2 | .452 | .235 | .929 | 10.2 | 2.4 | .4  | .4  | 21.2 |
| 2015–16 | Dallas | 5   | 5   | 34.0 | .494 | .364 | .941 | 5.0  | 1.6 | .4  | .6  | 20.4 |
| Gesamt  | Gesamt | 145 | 145 | 40.7 | .462 | .365 | .892 | 10.0 | 2.5 | 1.0 | .9  | 25.3 |

Quelle: basketball-reference.com (Stand: 20. Juni 2016)

#### Triple-Doubles
| Nr. | Datum         | Gegner          | Ergebnis | Punkte | Rebounds | Assists | Blocks |
| --- | ------------- | --------------- | -------- | ------ | -------- | ------- | ------ |
| 1   | 6. Feb. 2008  | Milwaukee Bucks | 107:96   | 29     | 10       | 12      | 1      |
| 2   | 29. März 2010 | Denver Nuggets  | 109:93   | 34     | 10       | 10      | 1      |

(Stand: 18. Juni 2018; Quelle: Dirk Nowitzki Game Finder auf basketball-reference.com)

### Nationalmannschaft
| * | Bronzemedaille (Dritter Platz) |
| ^ | Silbermedaille (Zweiter Platz) |

| Jahr     | Wettbewerb                                     | GP | MPG  | FG%  | 3P%  | FT%   | RPG  | APG | SPG | BPG | PPG  |
| -------- | ---------------------------------------------- | -- | ---- | ---- | ---- | ----- | ---- | --- | --- | --- | ---- |
| 1997     | Basketball-Europameisterschaft (Qualifikation) | 1  | 3.0  | .000 | .000 | .000  | .0   | .0  | .0  | .0  | .0   |
| 1999     | Basketball-Europameisterschaft (Qualifikation) | 3  | 16.7 | .600 | .750 | 1.000 | 4.0  | .3  | .3  | .0  | 13.7 |
| 1999     | Basketball-Europameisterschaft                 | 9  | 31.3 | .582 | .529 | .771  | 3.4  | 1.8 | .9  | .0  | 15.2 |
| 2001     | Basketball-Europameisterschaft                 | 7  | 33.9 | .516 | .426 | .714  | 9.1  | 1.9 | 1.3 | 1.0 | 28.7 |
| 2002*    | Basketball-Weltmeisterschaft                   | 9  | 31.2 | .407 | .286 | .921  | 8.2  | 2.7 | 1.2 | 2.0 | 24.0 |
| 2003     | Basketball-Europameisterschaft                 | 4  | 34.8 | .453 | .455 | .841  | 6.2  | 1.0 | 1.3 | 1.8 | 22.5 |
| 2005     | Basketball-Europameisterschaft (Qualifikation) | 5  | 32.4 | .500 | .364 | .809  | 11.6 | 2.2 | 1.8 | .8  | 23.6 |
| 2005^    | Basketball-Europameisterschaft                 | 7  | 36.9 | .411 | .371 | .885  | 10.6 | 1.7 | 1.1 | 1.9 | 26.1 |
| 2006     | Basketball-Weltmeisterschaft                   | 9  | 33.6 | .434 | .286 | .823  | 9.2  | 2.8 | 1.0 | .6  | 23.2 |
| 2007     | Basketball-Europameisterschaft                 | 9  | 33.9 | .432 | .313 | .860  | 8.7  | 1.6 | .9  | .9  | 24.0 |
| 2008     | Olympische Spiele 2008 (Qualifikation)         | 5  | 31.2 | .500 | .435 | .922  | 8.2  | 2.6 | .2  | 1.0 | 26.6 |
| 2008     | Olympische Spiele 2008                         | 5  | 28.4 | .419 | .417 | .958  | 8.4  | .6  | .2  | .0  | 17.0 |
| 2011     | Basketball-Europameisterschaft                 | 8  | 29.9 | .442 | .421 | .933  | 6.6  | 1.4 | .4  | .4  | 19.5 |
| 2015     | Basketball-Europameisterschaft                 | 5  | 28.0 | .364 | .333 | .857  | 7.8  | 1.6 | .0  | .2  | 13.8 |
| Karriere |                                                | 86 | 31.4 | .452 | .379 | .855  | 7.1  | 1.8 | .9  | .9  | 21.5 |

## NBA-Statistiken, Rekorde und Meilensteine

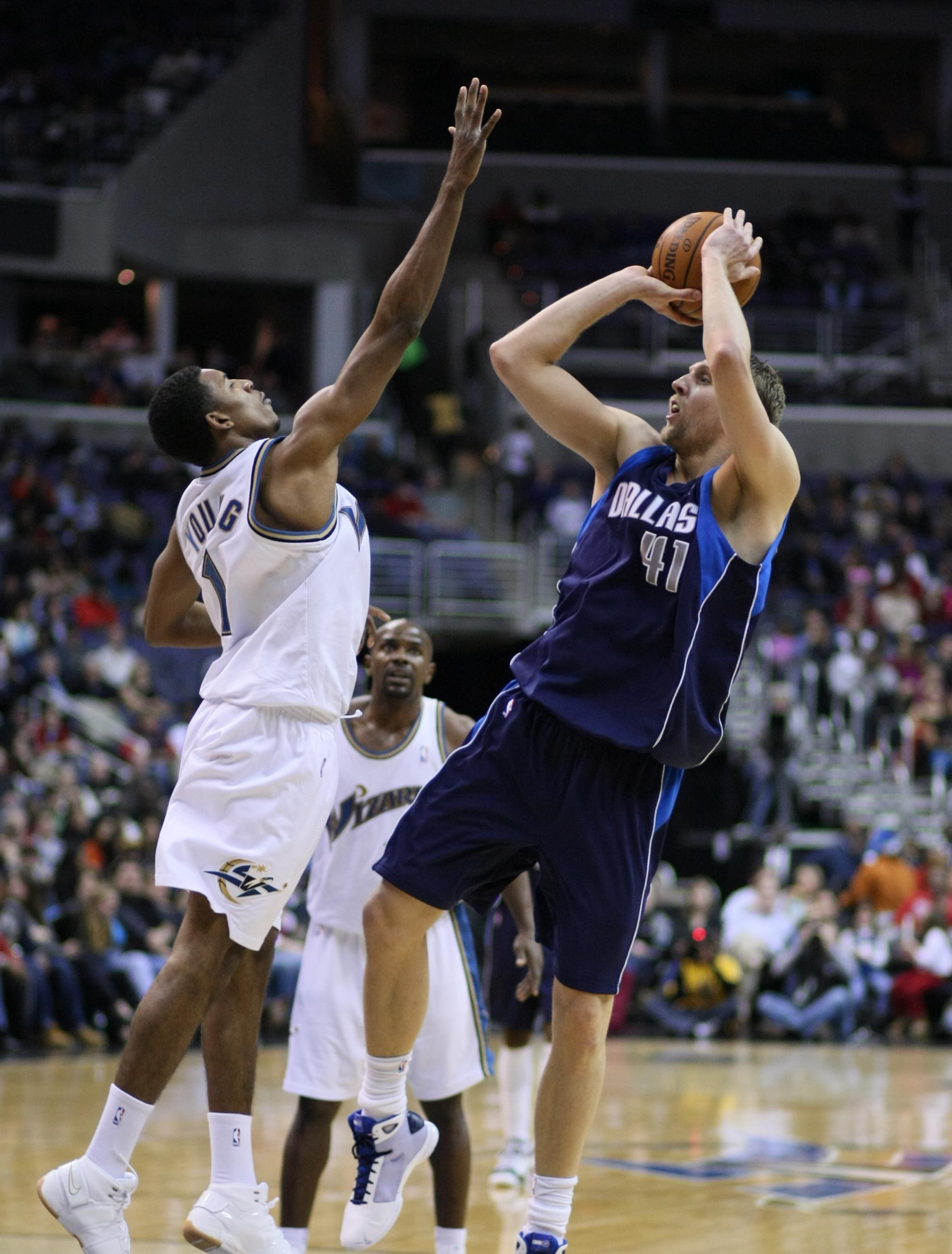
Nowitzki bei einem charakteristischen Fadeaway Jump Shot (2008)

Am Ende der Hauptrunde 2004/05 war Nowitzki einer der wenigen Spieler, die in den beiden wichtigen Individual-Statistiken der NBA-Top-Platzierungen vorweisen konnten: Er war sechstbester Werfer mit durchschnittlich 26,1 Punkten pro Spiel und zwölftbester Rebounder mit 9,7 Rebounds pro Spiel. In der folgenden Saison 2005/06 steigerte er seine bisherigen Saisonbestwerte auf 2.151 Punkte. Das entsprach 26,6 Punkten pro Spiel. In der Saison 2008/09 erreichte Nowitzki wieder Spitzenwerte. Ihm gelangen in der regulären Saison 2.094 Punkte, was den vierten Platz in der Gesamtpunkte-Rangliste der NBA bedeutete. Das entsprach einem Schnitt von 25,9 Punkten pro Spiel, ebenfalls Platz vier in der Punkte-pro-Spiel-Statistik. Außerdem erreichte er mit einem Schnitt von 8,4 Rebounds den zwölften Platz in der Reboundstatistik der Saison. In der Saison 2009/10 übertraf er mit 2.027 Punkten (25,0 pro Spiel) zum fünften Mal in seiner Karriere die 2.000-Punkte-Marke in der regulären Saison. Damit belegte er in der Rangliste nach Gesamtpunkten Platz vier, in der nach Durchschnittspunkten Platz sieben. Die Hauptrunde 2010/11 schloss Nowitzki mit einem Punkteschnitt von 23,0 ab (Platz 10 in der Punkte-pro-Spiel-Statistik). Insgesamt erreichte er 1.681 Punkte in 73 Spielen, dieses war die geringste Ausbeute seit sieben Jahren. Bei den Rebounds schloss er mit einem Schnitt von 7,0 Rebounds pro Spiel ab (Platz 37 in der Reboundstatistik der Saison). Die reguläre Saison 2011/12 schloss er mit 1342 Punkten ab und erreichte einen Punkteschnitt von 21,6 Punkten (siebter Platz in der Punktestatistik). Er „holte“ 419 Rebounds (6,8 im Schnitt). Die Saison 2012/13 schloss er mit 917 Punkten und einem Schnitt von 17,3 Punkten sowie 363 Rebounds (6,8 im Durchschnitt) in 53 Spielen ab.
Am 1. Juni 2006 erzielte Dirk Nowitzki mit 50 Punkten in Spiel fünf gegen die Phoenix Suns sowohl einen Play-off-Karriererekord als auch einen Vereinsrekord. Dabei erzielte er 22 Punkte im letzten Viertel und führte seine Mannschaft so zum Sieg.
Am Ende seiner MVP-Saison hatte Nowitzki eine bemerkenswerte Trefferquote vorzuweisen: 50,2 % aus dem Feld, 41,6 % von der Dreierlinie sowie 90,1 % von der Freiwurflinie. Diese Leistung macht ihn zum Mitglied des elitären 50-40-90-Klub, dem insgesamt nur sechs andere Spieler (Larry Bird, Steve Nash, Kevin Durant, Mark Price, Stephen Curry und Reggie Miller) angehören. Seit Einführung des Dreipunktewurfs in der NBA 1979 wurde diese Leistung nur zehn Mal in der regulären Saison erreicht.
Weiterhin gelang es ihm als erstem europäischen Spieler, mehr als 2.000 Punkte in einer NBA-Saison zu erzielen (Saisons 2002/03, 2004/05, 2005/06, 2008/09 sowie 2009/10). Am 6. Februar 2008 erreichte Nowitzki sein erstes Triple-double: Im Spiel gegen die Milwaukee Bucks erzielte er 29 Punkte, 10 Rebounds und 12 Assists. Sein zweites gelang ihm am 29. März 2010 gegen die Denver Nuggets (34 Punkte, 10 Rebounds, 10 Assists).

### Hauptrunde
(Stand: 11. April 2019; Quelle: basketball-reference.com)
Nowitzki ist in den Kategorien Spiele, Spielzeiten, Spielminuten, Punkte, Rebounds, Defensiv-Rebounds, verwandelte Feldwürfe, verwandelte Zwei-Punkte-Würfe, verwandelte Drei-Punkte-Würfe und Freiwürfe, sowie in sämtlichen Schussversuchkategorien, Fehlwürfen und Fouls in den Top 30 der ewigen NBA-Bestenlisten gelistet (Stand: 2020). In den Kategorien Spielzeiten, Spiele, Spielminuten, Punkte, Feldtorversuche, Drei-Punktwürfe, Drei-Punktwurfversuche, Freiwürfe und Freiwurfquote würde jede Leistung auch in einer kombinierten NBA- und ABA-Rangliste bestehen. Das Gleiche gilt für Fehlwürfe aus dem Feld. Mit folgenden Rekorden beendete Nowitzki 2019 seine Karriere:
- 21 Spielzeiten (Platz 1 in der ewigen NBA-Bestenliste mit Robert Parish, Kevin Willis, Kevin Garnett und Vince Carter)
  - Die meisten Spielzeiten bei einem einzigen Franchise (Platz 1 in der ewigen NBA-Bestenliste)
- 1.522 Spiele (Platz 3 in der ewigen NBA-Bestenliste)[130]
  - Die meisten Spiele bei einem einzigen Franchise (Platz 1 in der ewigen NBA-Bestenliste)
  - 1.460 Spiele in der Startformation (Platz 2 in der ewigen NBA-Bestenliste nach Karl Malone)
- 51.368 gespielte Minuten (Platz 3 in der ewigen NBA-Bestenliste)[131] – 33,75 Minuten pro Spiel[132]
  - Meiste gespielte Minuten in einem Spiel (Platz 31 in der ewigen NBA-Bestenliste): 57 gegen die Phoenix Suns am 14. März 2007.[133]
- 31.560 Punkte (Platz 6 in der ewigen NBA-Bestenliste)[134] – 20,74 Punkte pro Spiel (Platz 46 der ewigen NBA-Bestenliste)[135]
  - Meiste Punkte in einem Spiel (Karrierebestleistung): 53 gegen die Houston Rockets am 12. Februar 2004.[136]
- 11.169 Field-Goals (Platz 8 in der ewigen NBA-Bestenliste)[137]
- 23.734 Field-Goal-Versuche (Platz 7 in der ewigen NBA-Bestenliste)[138]
- 9.187 2-Pt Field Goals (Platz 19 in der ewigen NBA-Bestenliste)[139] – 49,60 % Zwei-Punkt-Feldtorquote (Platz 227 der ewigen NBA-Bestenliste)[140]
- 18.524 2-Pt Field-Goal-Versuche (Platz 20 in der ewigen NBA-Bestenliste)[141]
  - Meiste 2-Pt Field-Goal-Versuche in einem Spiel (Platz 91 in der ewigen NBA-Bestenliste): 33 gegen die Charlotte Bobcats am 12. Dezember 2009.[142]
  - Meiste 2-Pt Field-Goal-Versuche in einer Saison: 1375 in der Saison 2009/10.[143]
- 1.982 3-Pt Field Goals (Platz 11 in der ewigen NBA-Bestenliste)[144] – 38,04 % Drei-Punkt-Feldtorquote (Platz 116 der ewigen NBA-Bestenliste)[145]
  - Meiste Dreier in einem Spiel: 8 gegen die Seattle SuperSonics am 27. Januar 2004.[146]
- 5.210 3-Pt Field-Goal-Versuche (Platz 13 in der ewigen NBA-Bestenliste)[147]
  - Meiste Drei-Punkt-Korbversuche in einem Spiel: 15 bei den Atlanta Hawks am 15. Januar 2002.[148]
- 7.240 verwandelte Freiwürfe (Platz 6 in der ewigen NBA-Bestenliste)[149] – 87,87 % Freiwurfquote (Platz 16 der ewigen NBA-Bestenliste)[150]
  - 82 verwandelte Freiwürfe in Folge (drittlängste NBA-Freiwurfserie aller Zeiten) zwischen dem 29. März und dem 29. Oktober 2010.[151]
  - Meiste verwandelte Freiwürfe in einem Spiel (Platz 34 in der ewigen NBA-Bestenliste): 21 gegen die Houston Rockets am 2. Dezember 2004.[152]
- 8.239 Freiwurfversuche (Platz 16 in der ewigen NBA-Bestenliste)[153]
- 11.489 Rebounds (Platz 26 in der ewigen NBA-Bestenliste)[154] – 7,55 Rebounds pro Spiel (Platz 164 der ewigen NBA-Bestenliste)[155]
  - Meiste Rebounds in einem Spiel (Karrierebestleistung): 23 gegen die Boston Celtics am 21. Februar 2002.
- 10.021 Defensive-Rebounds (Platz 5 in der ewigen NBA-Bestenliste)[156]
  - Meiste Defensive Rebounds in einem Spiel (Platz 24 in der ewigen NBA-Bestenliste): 21 gegen die Sacramento Kings am 23. Februar 2002[157]
- 1.468 Offensive-Rebounds (Platz 216 in der ewigen NBA-Bestenliste)[158]
- 3.651 Assists (Platz 144 in der ewigen NBA-Bestenliste)[159]
- 1.210 Steals (Platz 84 in der ewigen NBA-Bestenliste)[160]
  - Meiste Steals in einem Spiel (Platz 18 in der ewigen NBA-Bestenliste): 9 gegen die Houston Rockets am 7. März 2004[161]
- 1.281 Blocks (Platz 50 in der ewigen NBA-Bestenliste)[162] – 0,84 Blocks pro Spiel (Platz 202 der ewigen NBA-Bestenliste)[163]
- 2 Triple-Doubles (Platz 171 in der ewigen NBA-Bestenliste)[164]
- 12.565 Fehlwürfe aus dem Feld (Platz 5 in der ewigen NBA-Bestenliste)[165]
- 3.601 Persönliche Fouls (Platz 24 in der ewigen NBA-Bestenliste)[166]
- 2.494 Turnovers (Platz 57 in der ewigen NBA-Bestenliste)[167]

### Play-offs
(Stand: 9. März 2019; Quelle: basketball-reference.com)
- 145 Play-off-Spiele (Platz 43 der ewigen NBA-Playoff-Bestenliste)[168]
  - Meiste Play-off-Spiele in einer Saison: 23 im Jahre 2006 (Platz 56 der ewigen NBA-Playoff-Bestenliste).[169]
- 5.895 gespielte Minuten in den Play-offs (Platz 27 der ewigen NBA-Playoff-Bestenliste)[170] – 40,66 Minuten pro Spiel (Platz 21 der ewigen NBA-Playoff-Bestenliste).[171]
  - Meiste gespielte Minuten in einem Play-off-Spiel: 58 gegen die Sacramento Kings am 10. Mai 2003 (Platz 7 der ewigen NBA-Playoff-Bestenliste).[172]
  - Meiste gespielte Play-off-Minuten in einer Saison: 983 im Jahre 2006 (Platz 17 der ewigen NBA-Playoff-Bestenliste).[173]
  - Meiste Minuten pro Play-off-Spiel in einer Saison: 44,62 im Jahre 2002 (Platz 101 der ewigen NBA-Playoff-Bestenliste).[174]
- 3.663 Punkte in den Play-offs (Platz 15 in der ewigen NBA-Playoff-Bestenliste)[175] – 25,26 Punkte pro Spiel (Platz 14 der ewigen NBA-Playoff-Bestenliste).[176]
  - Meiste Punkte in einem Play-off-Spiel: 50 gegen die Phoenix Suns am 1. Juni 2006 (Platz 24 in der ewigen NBA-Playoff-Bestenliste).[177]
  - Meiste Play-off-Punkte einer Saison: 620 im Jahre 2006 (Platz 17 der ewigen NBA-Playoff-Bestenliste).[178]
  - Meiste Play-off-Punkte pro Spiel einer Saison: 28,38 im Jahre 2002 (Platz 131 der ewigen NBA-Playoff-Bestenliste).[179]
- 1.220 Field-Goals in den Play-offs (Platz 20 der ewigen NBA-Playoff-Bestenliste)[180] – 46,18 % Field Goal verwandelt in den Play-offs (Platz 176 der ewigen NBA-Playoff-Bestenliste).[181]
  - Meiste Play-off-Field-Goals einer Saison: 196 im Jahre 2006 (Platz 48 der ewigen NBA-Playoff-Bestenliste).[182]
- 2.642 Field-Goal-Versuche in den Play-offs (Platz 18 in der ewigen NBA-Playoff-Bestenliste)[183]
  - Meiste Play-off-Field-Goal-Versuche einer Saison: 419 im Jahre 2006 (Platz 42 der ewigen NBA-Playoff-Bestenliste).[184]
- 1.071 2-Pt Field Goals (Platz 25 in der ewigen NBA-Playoff-Bestenliste)[185] – 47,94 % Zwei-Punktwürfe verwandelt in den Play-offs (Platz 180 der ewigen NBA-Playoff-Bestenliste).[186]
  - Meiste Play-off-Zwei-Punktwürfe einer Saison: 173 im Jahre 2006 (Platz 67 der ewigen NBA-Playoff-Bestenliste).[187]
- 2.234 2-Pt Field-Goal-Versuche (Platz 25 in der ewigen NBA-Playoff-Bestenliste)[188]
  - Meiste Play-off-Zwei-Punktwurfversuche einer Saison: 352 im Jahre 2006 (Platz 71 der ewigen NBA-Playoff-Bestenliste).[189]
- 149 3-Pt Field Goals in den Play-offs (Platz 35 in der ewigen NBA-Playoff-Bestenliste)[190] – 36,52 % Drei-Punktwürfe verwandelt in den Play-offs (Platz 120 der ewigen NBA-Playoff-Bestenliste).[191]
  - Meiste Play-off-Drei-Punktwürfe einer Saison: 27 im Jahre 2003 (Platz 207 der ewigen NBA-Playoff-Bestenliste).[192] – 57,14 % Play-off-Drei-Punktwürfe verwandelt in der Saison 2002 (Platz 51 der ewigen NBA-Playoff-Bestenliste).[193]
- 408 3-Pt Field-Goal-Versuche in den Play-offs (Platz 37 in der ewigen NBA-Playoff-Bestenliste)[194]
- 1.074 verwandelte Freiwürfe (Platz 8 in der ewigen NBA-Playoff-Bestenliste)[195] – 89,20 % Play-off-Freiwürfe verwandelt (Platz 11 der ewigen NBA-Playoff-Bestenliste).[196]
  - Meiste verwandelte Freiwürfe in einem Play-off-Spiel: 24 gegen den Oklahoma City Thunder am 17. Mai 2011 (Platz 1 der ewigen NBA-Playoff-Bestenliste).[197]
    - Meiste verwandelte Freiwürfe in einem Play-off-Spiel bei einer Freiwurfquote von 100 % (also ohne Fehlwurf): 24 im selben Spiel (Platz 1 in der ewigen NBA-Playoff-Bestenliste).[198]
    - Meiste verwandelte Freiwürfe in einer Play-off-Spiel-Halbzeit: 19 im selben Spiel (Platz 1 in der ewigen NBA-Playoff-Bestenliste) sowie
    - Meiste verwandelte Freiwürfe in einem Play-off-Spiel-Viertel: 13 im selben Spiel und am 16. April 2011 gegen die Portland Trail Blazers (Platz 1 in der ewigen NBA-Playoff-Bestenliste).

  - Meiste verwandelte Play-off-Freiwürfe einer Saison: 205 im Jahre 2006 (Platz 1 der ewigen NBA-Playoff-Bestenliste).[199] – 95,24 % Play-off-Freiwürfe verwandelt in der Saison 2010 (Platz 121 der ewigen NBA-Playoff-Bestenliste).[200]
- 1.204 Freiwurfversuche in den Play-offs (Platz 12 der ewigen NBA-Playoff-Bestenliste)[201]
  - Meiste Freiwurfversuche in einem Play-off-Spiel: 24 gegen den Oklahoma City Thunder am 13. Mai 2011 und am 17. Mai 2011 (Platz 8 der ewigen NBA-Playoff-Bestenliste).[202]
  - Meiste Play-off-Freiwurfversuche einer Saison: 229 im Jahre 2006 (Platz 7 der ewigen NBA-Playoff-Bestenliste).[203]
- 1.446 Rebounds (Platz 21 in der ewigen NBA-Playoff-Bestenliste)[204] – 9,97 % Rebounds pro Play-off-Spiel (Platz 44 der ewigen NBA-Playoff-Bestenliste).[205]
  - Meiste Rebounds in einem Play-off-Spiel (Platz 40 in der ewigen NBA-Playoff-Bestenliste): 21 gegen die San Antonio Spurs am 19. Mai 2006.[206]
  - Meiste Play-off-Rebounds in einer Saison: 268 im Jahre 2006 (Platz 44 in der ewigen NBA-Playoff-Bestenliste)[207]
  - Meiste Play-off-Rebounds pro Spiel in einer einzelnen Saison: 13,12 im Jahre 2002 (Platz 203 der ewigen NBA-Playoff-Bestenliste).[208]
- 1.234 Defensive-Rebounds in den Play-offs (Platz 7 in der ewigen NBA-Playoff-Bestenliste)[209]
  - Meiste Defensive-Rebounds in einem Play-off-Spiel (Platz 5 in der ewigen NBA-Playoff-Bestenliste): 19 gegen die San Antonio Spurs am 19. Mai 2006.[210]
  - Meiste Play-off-Defensive-Rebounds pro Spiel in einer einzelnen Saison: 221 im Jahre 2006 (Platz 8 der ewigen NBA-Playoff-Bestenliste).[211]
- 212 Offensive-Rebounds (Platz 75 in der ewigen NBA-Playoff-Bestenliste)[212]
  - Meiste Play-off-Offensive-Rebounds pro Spiel in einer einzelnen Saison: 47 im Jahre 2006 (Platz 203 der ewigen NBA-Playoff-Bestenliste).[213]
- 360 Assists (Platz 89 in der ewigen NBA-Playoff-Bestenliste)[214]
- 149 Steals (Platz 47 in der ewigen NBA-Playoff-Bestenliste)[215] – 1,03 % Steals pro Play-off-Spiel (Platz 177 der ewigen NBA-Playoff-Bestenliste).[216]
  - Meiste Steals in einem Play-off-Spiel: 6 gegen die San Antonio Spurs am 14. Mai 2001 (Platz 23 in der ewigen NBA-Playoff-Bestenliste).[217]
  - Meiste Play-off-Steals pro Spiel in einer Saison: 2,00 im Jahre 2002 (Platz 191 in der ewigen NBA-Playoff-Bestenliste).[218]
- 129 Blocks in den Play-offs (Platz 50 in der ewigen NBA-Playoff-Bestenliste)[219] – 0,89 % Blocks pro Play-off-Spiel (Platz 123 der ewigen NBA-Playoff-Bestenliste).[220]
  - Meiste Play-off-Blocks pro Spiel in einer Saison: 2,60 im Jahre 2004 (Platz 103 in der ewigen NBA-Playoff-Bestenliste).[221]
- 328 Turnovers in den Play-offs (Platz 32 in der ewigen NBA-Playoff-Bestenliste)[222]
  - Meiste Play-off-Turnovers in einer Saison: 65 im Jahre 2011 (Platz 67 in der ewigen NBA-Playoff-Bestenliste).[223]
- 407 Fouls in den Play-offs (Platz 59 in der ewigen NBA-Playoff-Bestenliste)[224]
  - Meiste Play-off-Fouls in einer Saison: 64 im Jahre 2006 (Platz 246 in der ewigen NBA-Playoff-Bestenliste).[225]
- 1.422 Fehlwürfe aus dem Feld in den Playoffs (Platz 16 in der ewigen NBA-Playoff-Bestenliste).[226]
  - Meiste Fehlwürfe aus dem Feld in einem Play-off-Spiel: 19 gegen die Sacramento Kings am 11. Mai 2002 (Platz 66 in der ewigen NBA-Playoff-Bestenliste).[227]
  - Meiste Fehlwürfe aus dem Feld in einer Saison: 223 im Jahre 2006 (Platz 45 in der ewigen NBA-Playoff-Bestenliste).[228]

### Finals
(Stand: 31. März 2019; Quelle: basketball-reference.com)
- 504 Spielminuten (Platz 94 in der ewigen NBA-Finals-Bestenliste seit 1957).[229]
- 293 Punkte (Platz 65 in der ewigen NBA-Finals-Bestenliste).[230] – 24,42 Punkte pro Spiel in 12 Finals-Spielen (Platz 15 in der ewigen NBA-Finals-Bestenliste).[231]
- 94 Freiwürfe (Platz 39 in der ewigen NBA-Finals-Bestenliste).[232] – 93,07 % Freiwurfquote (Platz 2 in der ewigen NBA-Finals-Bestenliste).[233]
  - Meiste verwandelte Freiwürfe in einer Finalserie: 49 gegen die Miami Heat in der Finalserie 2006 sowie 45 in der Finalserie 2011 (Platz 27 und 39 in der ewigen NBA-Finals-Bestenliste).[234]
  - Meiste verwandelte Freiwürfe in einem einzelnen Finals-Spiel: 12 gegen die Miami Heat am 31. Mai 2011 (Platz 60 in der ewigen NBA-Finals-Bestenliste).[235]
  - Meiste verwandelte Freiwürfe in Folge: 26 gegen die Miami Heat 2011 (Platz 1 in der ewigen NBA-Playoff-Bestenliste).[236]
- 101 Freiwurfversuche (Platz 55 in der ewigen NBA-Finals-Bestenliste).[237]
- 93 Feldtore (Platz 80 in der ewigen NBA-Finals-Bestenliste).[238]
- 230 Feldtorversuche (Platz 67 in der ewigen NBA-Finals-Bestenliste seit 1951).[239]
- 80 Zwei-Punkt-Feldtore (Platz 87 in der ewigen NBA-Finals-Bestenliste).[240]
- 187 Zwei-Punkt-Feldtorversuche (Platz 82 in der ewigen NBA-Finals-Bestenliste seit 1951).[241]
- 13 Drei-Punkt-Feldtore (Platz 52 in der ewigen NBA-Finals-Bestenliste seit 1980).[242] – 30,23 % Drei-Punkt-Feldtorquote (Platz 68 in der ewigen NBA-Finals-Bestenliste seit 1980).[243]
- 43 Drei-Punkt-Feldtorversuche (Platz 45 in der ewigen NBA-Finals-Bestenliste seit 1980).[244]
- 123 Rebounds (Platz 68 in der ewigen NBA-Finals-Bestenliste seit 1955).[245]
- 112 Defensiv-Rebounds (Platz 31 in der ewigen NBA-Finals-Bestenliste seit 1974).[246]
  - Meiste Defensiv-Rebounds in einer Finalserie: 56 gegen die Miami Heat sowohl 2006 als auch 2011 (Jeweils Platz 19 in der ewigen NBA-Finals-Bestenliste seit 1974).[247]
  - Meiste Defensiv-Rebounds in einem Finals-Spiel: 15 gegen die Miami Heat am 11. Juni 2006 (Platz 14 in der ewigen NBA-Finals-Bestenliste seit 1974).[248]
- 8 Geblockte Schüsse (Platz 76 in der ewigen NBA-Finals-Bestenliste seit 1974).[249]
- 137 Fehlwürfe (Platz 64 in der ewigen NBA-Finals-Bestenliste seit 1951).[250]
  - Meiste Fehlwürfe in einem einzelnen Finals-Spiel: 18 gegen die Miami Heat am 12. Juni 2011 (Platz 47 in der ewigen NBA-Finals-Bestenliste seit 1951).[251]
- 30 Ballverluste (Platz 56 in der ewigen NBA-Finals-Bestenliste seit 1978).[252]

### Meilensteine
Seit dem 9. Dezember 2005 ist Nowitzki Erster in der ewigen Bestenliste der Dallas Mavericks in der Kategorie Rebounds und seit dem 8. März 2008 auch führend in der Punktekategorie, damit überholte er Rolando Blackman. Er führt neben Rebounds und Punkten die statistische Bestenliste der Mavericks in der Hauptrunde in allen absoluten Kategorien außer zweien an. In Sachen Ballgewinne belegt er den zweiten Platz hinter Derek Harper, bei den Assists den vierten Platz. In den Durchschnittskategorien Punkte pro Spiel, Minuten pro Spiel, Rebounds pro Spiel und Freiwurfquote steht er unter den besten Zehn.
Nowitzki führt die statistische Bestenliste der Mavericks in der Post-Season sogar in den Kategorien Anzahl der Spiele, Spielminuten, Punkte, Feldwürfe, Freiwürfe, Rebounds, Blocks, Steals und Assists an. Lediglich in der Kategorie Drei-Punkt-Schüsse belegt er den zweiten Platz hinter Jason Terry.
Am 30. März 2007 übertraf er als 105. Spieler in der Geschichte der NBA die Grenze von 15.000 Punkten. Am 13. Januar 2010 überschritt er als 34. Spieler und erster Europäer in der Geschichte der NBA die Grenze von 20.000. Im Spiel gegen die Orlando Magic am 21. Dezember 2010 steuerte er 17 Punkte zum 105:99-Sieg bei und überholte Larry Bird in der ewigen Punkterangliste der NBA. Beim 113:97-Sieg gegen die New York Knicks am 2. Februar 2011 erreichte er 29 Punkte und durchbrach als 24. Spieler der NBA-Geschichte die 22.000-Punkte-Grenze.
NBA 2011/12
Im Spiel gegen den Oklahoma City Thunder am 2. Januar 2012 warf Nowitzki als 31. Spieler der NBA-Geschichte den 8000. Korb. Der 98:89-Sieg gegen die Phoenix Suns am 4. Januar 2012 war sein 1000. Ligaspiel in der NBA, er ist der erste Spieler der Mavericks und der 98. Spieler der NBA-Geschichte, der diese Marke überschritten hat.
Beim 102:76-Sieg über die Milwaukee Bucks am 13. Januar 2012 steuerte Nowitzki elf Punkte bei und überschritt als 23. Spieler der NBA-Geschichte die Marke von 23.000 Punkten. Beim 89:73-Heimsieg am 20. Februar 2012 gegen die Boston Celtics erreichte Nowitzki 26 Punkte und überholte Robert Parish in der Punkterangliste und gehört nunmehr den Top 20 der besten Korbjäger in der Geschichte der NBA an, zudem gelang ihm als 80. Spieler der NBA-Geschichte der 1000. Block.
Mit den 31 Punkten im Spiel am 24. März 2012 gegen die Houston Rockets (101:99) überholte Nowitzki den Hall of Famer Charles Barkley in der ewigen Punkterangliste der NBA. Bei der 108:112-Niederlage gegen die Los Angeles Lakers am 15. April 2012 gelangen Nowitzki 24 Punkte, wodurch er als 19. Spieler der NBA-Geschichte die Marke von 24.000 Punkten überschritt.
NBA 2012/13

Beim 110:95-Sieg gegen die Phoenix Suns am 28. Januar 2013 warf Nowitzki 18 Punkte und überholte Allen Iverson (24.368 Punkte) in der ewigen Punkterangliste der NBA.
Bei der 96:113-Niederlage gegen die Brooklyn Nets am 21. März 2013 holte Nowitzki sechs Rebounds und durchbrach als 46. Spieler der NBA-Geschichte die Grenze von 9.000 Rebounds.
Beim 107:89-Sieg gegen die New Orleans Hornets am 15. April 2013 warf Nowitzki 19 Punkte und überschritt als 17. Spieler der NBA-Geschichte die Marke von 25.000 Punkten.
NBA 2013/14

Beim 111:104-Sieg bei den Houston Rockets am 23. Dezember 2013 warf Nowitzki 31 Punkte und überholte Alex English (25.613) nach Jerry West und Reggie Miller im November in der ewigen Punkterangliste der NBA. Während des Spiels schaffte er zudem seinen 3.000 Assist.
Beim 105:83-Sieg gegen die Chicago Bulls am 28. Dezember 2013 verwandelte er als 19. Spieler der NBA-Geschichte seinen 9.000 Wurf aus dem Feld. Mit 1.137 Spielen in der NBA ließ er Detlef Schrempf (1.136 Spiele) hinter sich und wurde damit zum Europäer mit den meisten NBA-Einsätzen.
Beim 110:97-Sieg gegen die Los Angeles Lakers am 7. Januar 2014 holte Nowitzki als 15. Spieler der NBA-Geschichte seinen 8.000 Defensiv-Rebound. Beim 107:88-Sieg gegen die Orlando Magic am 13. Januar 2014 verwandelte er seinen 1.400. Drei-Punkte-Wurf und ist damit der 24. Spieler der NBA-Geschichte, dem dieses gelang.
Bei der 117:115-Niederlage gegen die Houston Rockets am 29. Januar 2014 warf Nowitzki 38 Punkte und überschritt als 13. Spieler der NBA-Geschichte die 26.000-Punkte-Marke.
Beim 101:108-Auswärtssieg am 12. März 2014 der Dallas Mavericks gegen den Utah Jazz gelangen Nowitzki 31 Punkte, mit denen er John Havlicek (26.395 Punkte) in der ewigen Punkterangliste der NBA überholte. Am 4. April 2014 ließ er Dominique Wilkins (26.668 Punkte) und am 8. April 2014 Oscar Robertson (26.710) hinter sich. Damit drang Nowitzki in die Top Ten der punktbesten NBA-Spieler vor.
NBA 2014/15

Am 11. November 2014 erzielte Nowitzki im Spiel gegen die Sacramento Kings 23 Punkte und überholte Hakeem Olajuwon in der ewigen Punkterangliste der NBA. Er wurde als bestplatzierter weißer Spieler damit zum erfolgreichsten Schützen der NBA-Geschichte, der außerhalb der USA geboren wurde. (Stand: 27. Dezember 2014)
Während des Spiels gegen die Charlotte Hornets am 18. November 2014 erzielte Nowitzki seinen 27.000 Karrierepunkt und durchbrach als 9. Spieler der NBA-Geschichte diese Marke. Während des Spiels gegen die Toronto Raptors (106:102) am 28. November 2014 verwandelte er als 23. Spieler der NBA-Geschichte seinen 1.500. Drei-Punkte-Wurf.
Mit den 15 Punkten, die er am 6. Januar 2015 zum 96:88-Sieg gegen die Brooklyn Nets beisteuerte, überholte er Moses Malone (27.409) in der ewigen Punkterangliste der NBA, nachdem er im Dezember bereits Elvin Hayes (27.313) hinter sich gelassen hatte und rückte auf den 7. Rang vor.
Am 24. März 2015 durchbrach er im Spiel gegen die San Antonio Spurs (101:94) als 37. Spieler der NBA-Geschichte die Grenze von 10.000 Rebounds. Beim 135:131-Sieg der Dallas Mavericks gegen den Oklahoma City Thunder am 2. April 2015 warf er 18 Punkte und überschritt als erst siebter Spieler der NBA-Geschichte die Grenze von 28.000 Punkten.
NBA 2015/16

Bei der 112:98-Niederlage der Dallas Mavericks gegen die Sacramento Kings am 1. Dezember 2015 durchbrach er als erst 13. Spieler in der Geschichte der NBA die Grenze von 10.000 verwandelten Würfen aus dem Feld.
Am 23. Dezember 2015 überholte er Shaquille O’Neal in der ewigen Punkterangliste der NBA und rückte dort auf Platz 6. Am 8. Januar 2016 überholte er O’Neal auch bei den All-Time Defensiv-Rebounds und rückte mit 8.891 Defensiv-Rebounds auf Platz 8 dieser Liste vor. Mit seinen 18 Punkten, die er beim 129:103-Sieg seiner Dallas Mavericks gegen die Philadelphia 76ers am 21. Februar 2016 erzielte, überschritt er als sechster Spieler der NBA-Geschichte die Marke von 29.000 Punkten.
NBA 2016/17

Am 7. März 2017 erzielte er im Spiel gegen die Los Angeles Lakers (122:111) seinen 30.000. Punkt und wurde vom Heimpublikum, Teambesitzer Mark Cuban und seinen Mannschaftskollegen gefeiert. Er erzielte 18 Punkte im ersten Viertel, womit er seine persönliche Bestmarke einstellte. Insgesamt machte er in der Partie 25 Punkte und lag nach dem Spiel bei 30.005 Punkten. Erst fünf Spieler überschritten vor ihm die 30.000-Punkte-Marke, und er ist der erste Nicht-Amerikaner, dem dies gelang.
NBA 2017/18

Beim 111:79-Sieg der Dallas Mavericks gegen die Milwaukee Bucks am 18. November 2017 verwandelte Nowitzki als 14. Spieler in der Geschichte der NBA seinen 1800. Drei-Punkte-Wurf in der regulären Saison. Beim 95:94-Sieg gegen die Memphis Grizzlies am 22. November 2017 gelang Nowitzki als 29. Spieler der NBA-Geschichte sein 11.000 Rebound in der regulären Saison.
Am 9. Januar 2018 verwandelte Nowitzki sieben Freiwürfe bei ebenso vielen Versuchen beim 114:99-Sieg gegen Orlando Magic und zog mit insgesamt 7160 Freiwürfen mit Jerry West gleich. Seine Quote von 87,94 % wird nur von 16 Spielern (mit weniger verwandelten Freiwürfen) übertroffen.
Im Spiel gegen die Los Angeles Clippers am 5. Februar 2018 absolvierte Nowitzki seine 50.000. Spielminute und rückte damit gleichzeitig auf den fünften Rang der am längsten eingesetzten Spieler vor und fünf Spieltage mit vier Einsätzen danach auf den vierten. Am 22. März im Spiel gegen den Utah Jazz schob er sich sogar auf den dritten Platz vor Kevin Garnett. Lediglich Kareem Abdul-Jabbar und Karl Malone standen je länger auf dem Feld.
Am 16. März 2018 absolvierte Nowitzki sein 1462. Spiel in der 115:122-Niederlage in der Verlängerung gegen die Toronto Raptors und wurde damit der Spieler mit den fünftmeisten Spielen in der NBA-Geschichte. Während dieses Spiels überschritt Nowitzki als 8. Spieler in der Geschichte der NBA die Grenze von 11.000 verwandelten Würfen aus dem Feld.
NBA 2018/19

Am 13. Dezember 2018 kehrte der in der Punkterangliste überholte Nowitzki in einem Auswärtsspiel gegen die Phoenix Suns nach einer langen Verletzungspause auf das Parkett zurück und trat damit seine 21. aktive Saison an. Dies gelang zuvor nur Robert Parish, Kevin Willis, Kevin Garnett und dem ebenfalls aktiven Spieler Vince Carter. Nowitzki ist der Einzige, der alle Spielzeiten bei derselben Mannschaft absolvierte.
Am 22. Dezember zog Nowitzki in Oakland mit Karl Malone nach Spielen gleich und überholte ihn am 26. Dezember 2018 gegen die Pelicans mit seinem 1477. Spiel. Er absolvierte damit die viertmeisten Spiele in der NBA-Geschichte.
Am 6. März 2019 machte Nowitzki in Washington D.C. sein 1504. Spiel gegen die Wizards und zog so mit John Stockton gleich, der ausschließlich für den Utah Jazz gespielt hatte. Zwei Tage später überholte er ihn in Florida gegen die Orlando Magic und absolvierte damit nicht nur die drittmeisten Spiele aller Zeiten, sondern auch die meisten Spiele mit einem einzigen Franchise. Am 31. März 2019 schob sich Nowitzki in Oklahoma mit seinem 1279. Block auf den 50. Platz der Kategorie.
Am 11. Februar zog er mit David Robinson in Houston nach Freiwurfversuchen gleich und schob sich zwei Spieltage später am 22. Februar gegen Denver auf den 16. Platz in dieser Kategorie vor. Am nächsten Tag beim Utah Jazz überholte er Wilt Chamberlain an Feldwurfversuchen (7. Platz) und zog mit Reggie Theus nach Steals gleich (vorübergehend 83. Platz mit 1206). Am 25. Februar absolvierte er im Staples Center als Starter das 1500. Spiel seiner Karriere und Clippers-Coach Doc Rivers ließ das Spiel neun Sekunden vor Schluss mit einer Auszeit unterbrechen, um dem Publikum stehende Ovationen für Nowitzki zu ermöglichen.
Nachdem LeBron James den zu Saisonbeginn verletzten Nowitzki in der Punkterangliste am 27. Oktober 2018 mit 31.202 Karrierepunkten überholt und seinen sechsten Rang übernommen hatte, holte sich Nowitzki den sechsten Rang am 18. März 2019 bei der Heimniederlage gegen die New Orleans Pelicans zurück, indem er Wilt Chamberlains 31.419 Punkte um fünf übertraf. Beim 129:127-Erfolg der Mavericks gegen die Memphis Grizzlies am 8. April sicherte sich Nowitzki fünf Rebounds und durchbrach die Marke von 10.000 Defensiv-Rebounds. Er ist erst der fünfte Spieler in der NBA-Geschichte, dem dieses seit der getrennten Zählung von Defensiv- und Offensiv-Rebounds im Jahr 1973 gelang.

## Filmografie
- 2002: Like Mike (Cameo-Auftritt)
- 2014: Dirk Nowitzki bei IMDb
- 2014: Dirk Nowitzki – Der perfekte Wurf ZDF Mediathek, Video verfügbar bis 31. Dezember 2023, in Deutschland
- 2022: Hustle (Cameo-Auftritt)